# Укійо-е

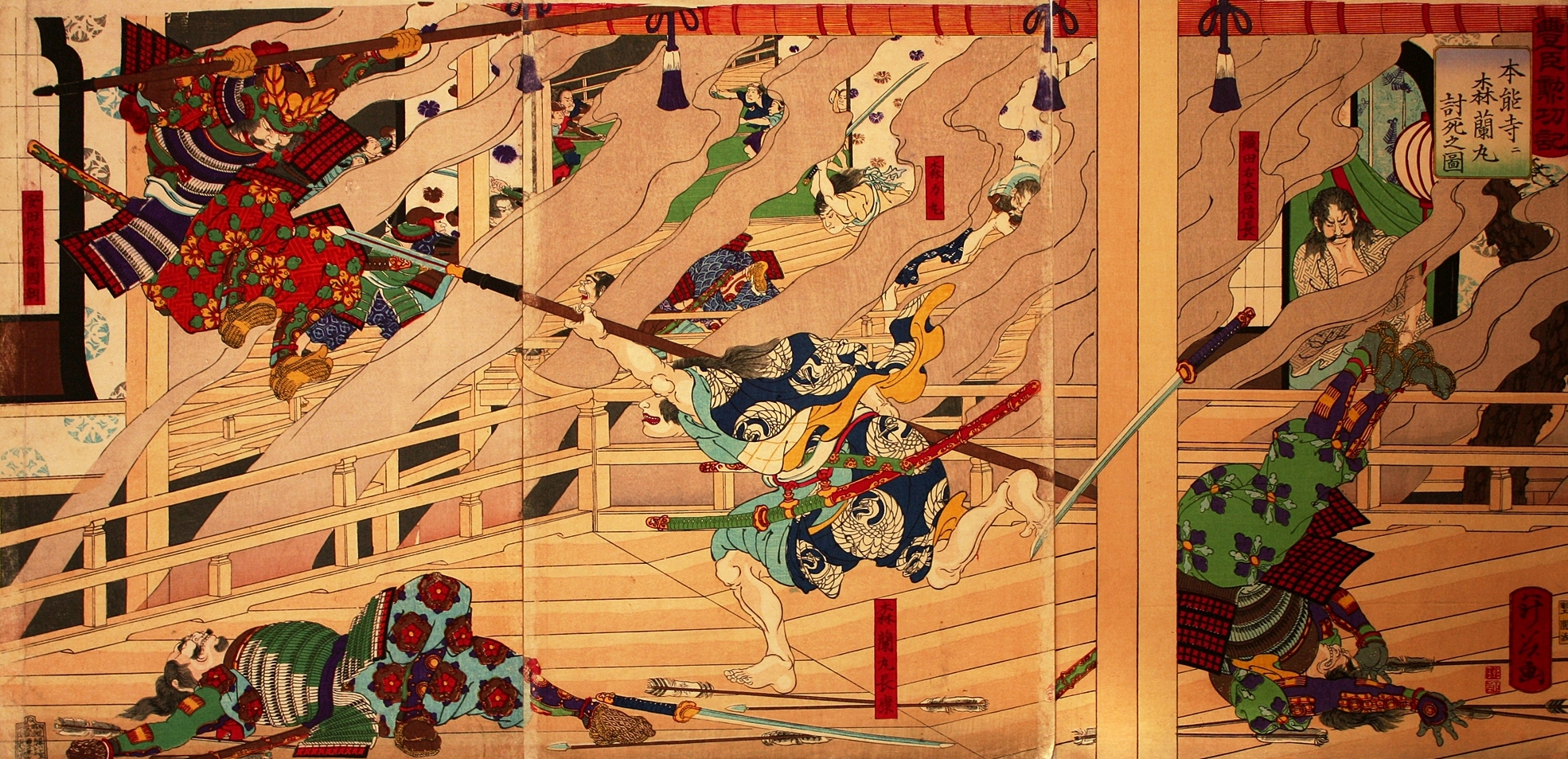
«Загибель Морі Ран-мару», 1886

Укійо-е (яп. 浮世絵, укійое, «картини плинного світу» або «сучасні картини») — жанр гравюри і малюнку в Японії, який сформувався у XVII столітті у період Едо. Основна тема цих картин — повсякденне життя людей та пейзажі.

## Походження назви

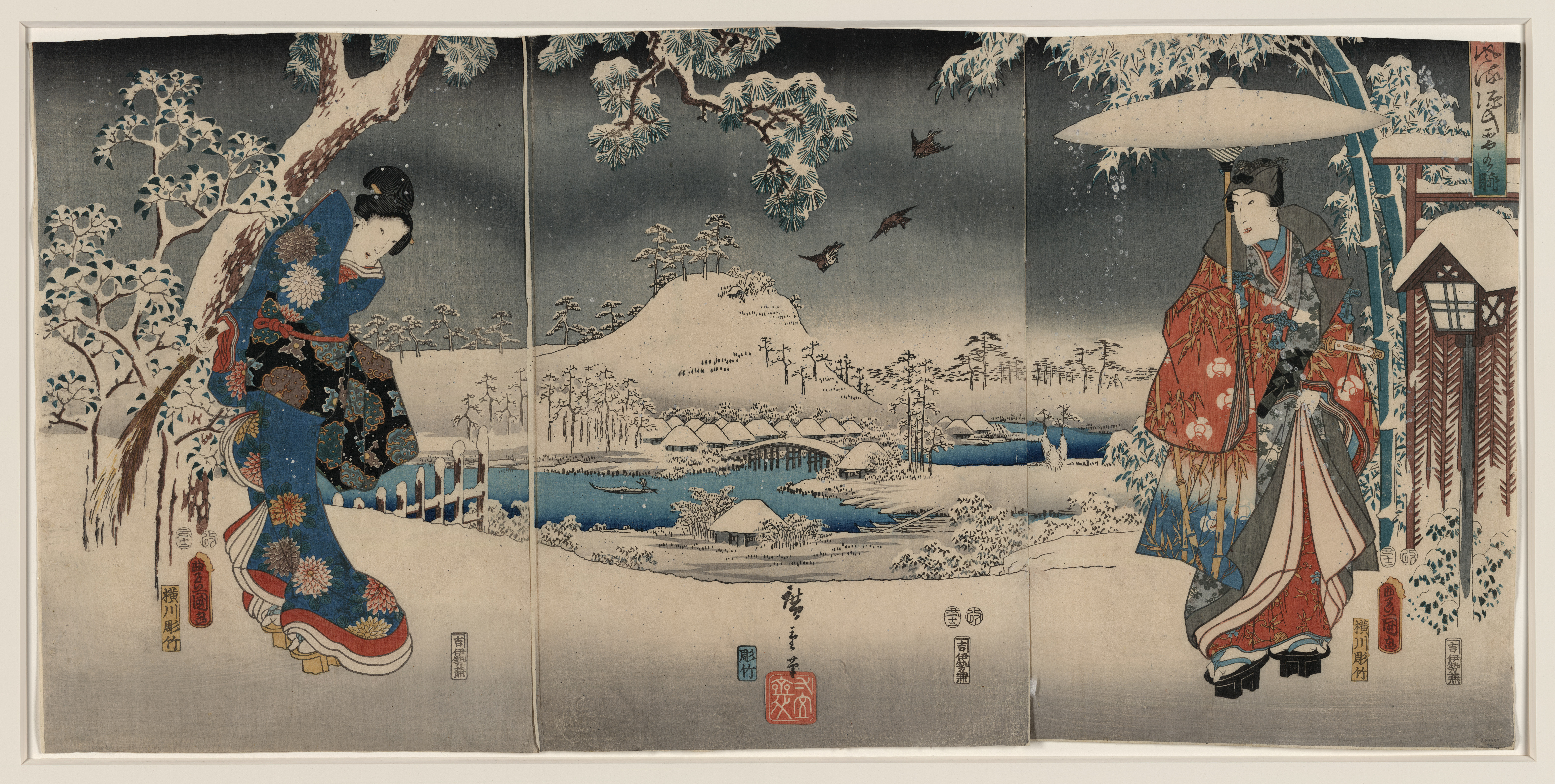
Утаґава Тойокуні. «Оповідання про Гендзі Моногатарі», 1853

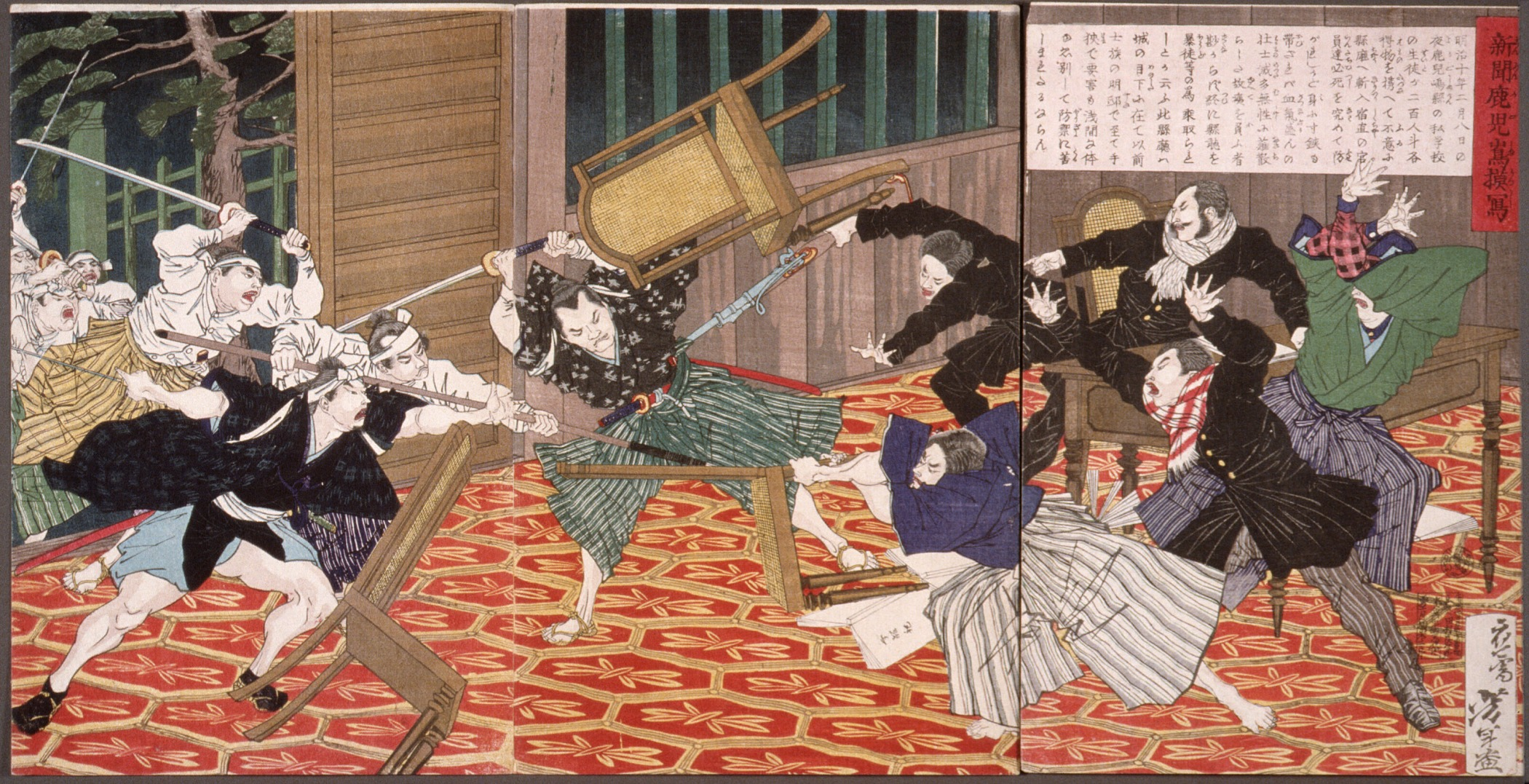
Худ. Цукіока Йосітосі. «Двобій в школі»

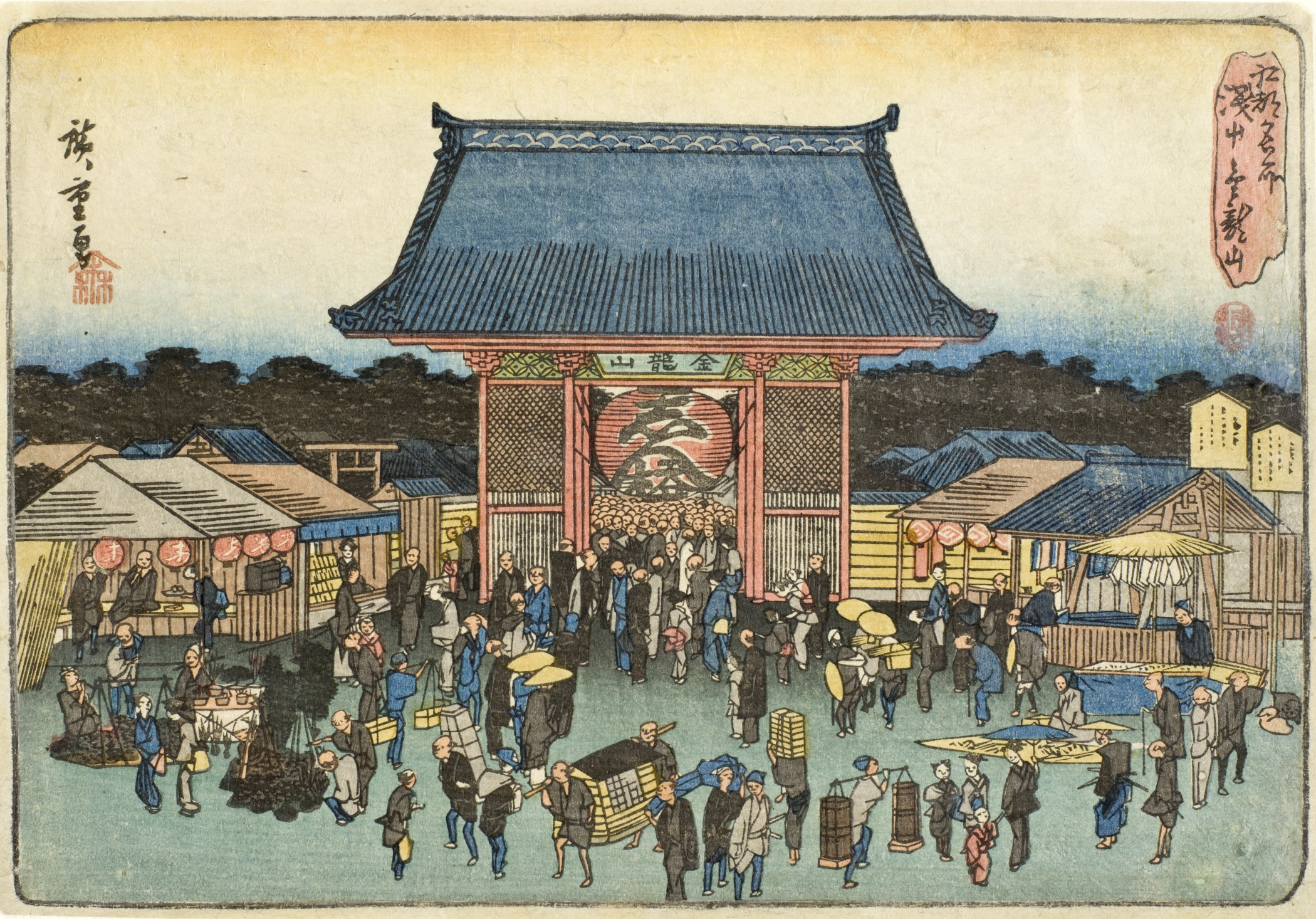
Утаґава Хіросіґе. «Токіо (Едо)» в першій половині XIX ст.

Злам XVIII—XIX століть в Японії досить сильно нагадував стан ще XVII століття. Владу в країні загарбав рід Токугава, покінчивши з періодом розбрату і роздрібненості. Аби утримати владу, Японію перетворюють на поліцейську країну, де чиновниками, шпигунами-наглядачами і цензорами роблять навіть буддійських ченців. Останні відають приписом населення до храмів і навіть видають дозволи на подорожі за межі селищ. Поведінку мешканців ретельно регламентувала велика низка наказів і циркулярів. Особливо важким у феодальній Японії був стан селян, позбавлених усіх привілеїв: 
| Селянам забороняється курити тютюн, бо це може спричинити пожежі… Перед оселями слід насадити бамбук, бо це красиво і надає поселенням охайного вигляду… До того ж, листя бамбука можна використовувати як паливо[1] |
Наказів була така безліч, що не забули ні про кількість поклонів і кому саме, ні про кількість іграшок у дітей купців, ні про дозволений одяг. Селян-порушників наказів сьогуна — спокійно страчували. Серед придушених наказами мешканців почався прихований пошук місць примітивних розваг, прихованих насолод, позбавлених заборон. У містах збільшуються будинки гейш, чайні будиночки і харчевні, квартали червоних ліхтарів, де за зачиненими ширмами гроші урівнювали всіх відвідувачів.
- В задушливій атмосфері феодальної Японії квартали-острівці насолод і примітивних розваг отримали назву «укійо».
- Літературний твір з сюжетами авантюр, кохання, сміливих витівок і пригод отримав назву «укійо-сосі».
- Ілюстрації до літературних творів з сюжетами авантюр чи кохання отримали назву «укійо-е»[1].

Вони згодом відірвуться від літературних творів і стануть окремим графічним жанром, але використання кількості кольорів обмежить черговий наказ… Був виданий наказ про використання лише семи кольорів.
Був і традиційний розмір гравюр «укійо-е», названий «Хоро-бан»: аркуш наприкінці XVIII століття мав розміри 31,9 (32) на 14,5 см. Стандартний розмір гравюр обумовлений розміром дошки-матриці. Коли планували зображення більше за стандартне, склеювали три стандартні аркуші. Західоєвропейські мистецтвознавці неправильно називають їх триптихами за власними аналогіями в живопису. Але триптихів в європейському розумінні в Японії не робили. Це звична і давно опрацьована практика роботи на декількох стулках або аркушах, поділених вертикальними смугами.

## Графіка укійо-е і цензура

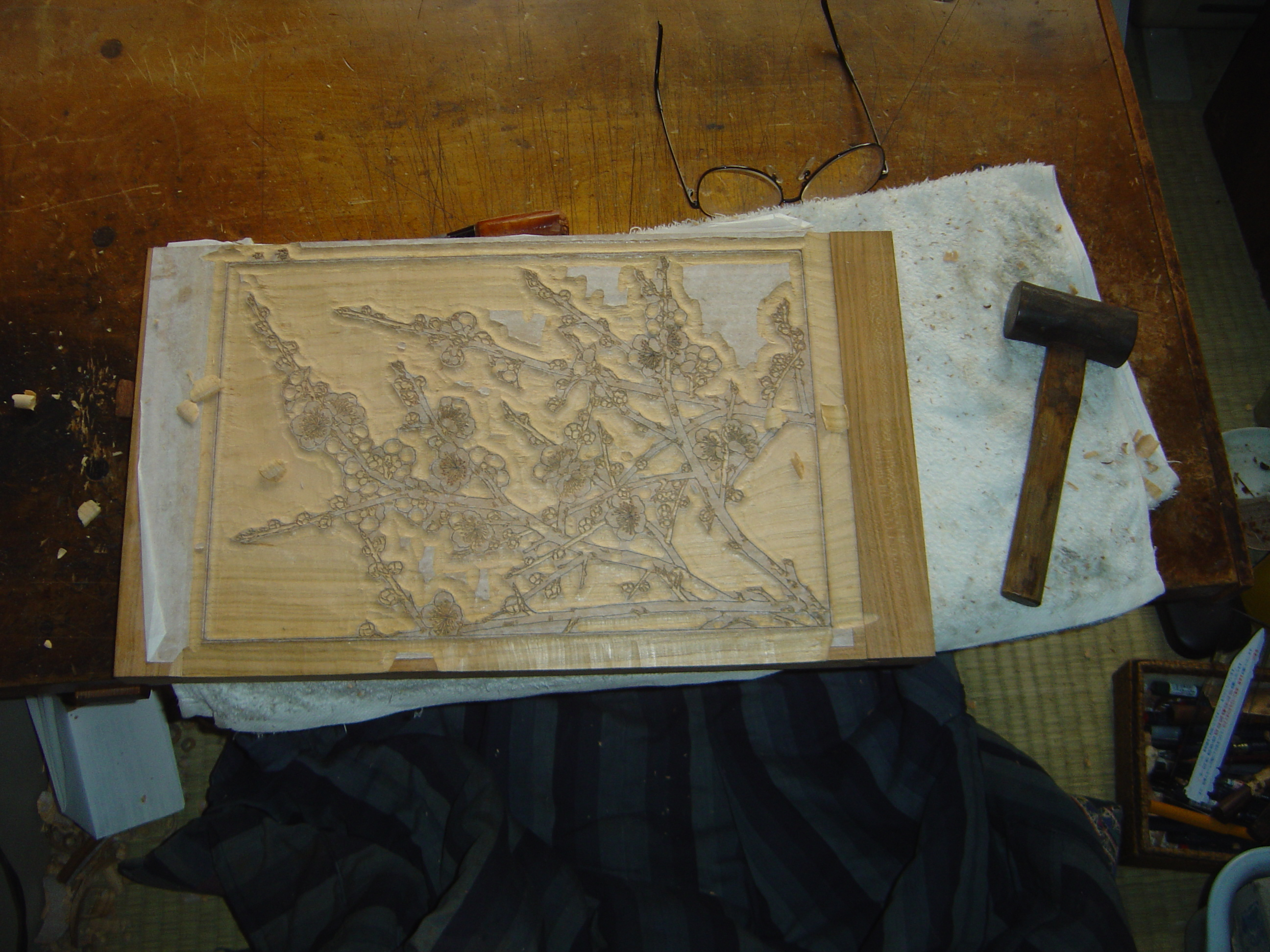
Дошка-матриця для деревориту

Графіка укійо-е зовсім не була «вільним мистецтвом». І керували процесом не художники. В мережі виробників художник — різьбяр матриць — володар друкарні — цензор, японський художник посідав останнє місце. І отримував за власну працю невелику платню. Найбільший прибуток мав володар друкарні, який узгоджував дозвіл на друк у цензора і який залишався володарем дощок-матриць навіть після смерті художника. Зберігся презирливий відгук цензора на театральні гравюри 1-ї половини XIX ст., котрі чиновник називав сміттям. Бували випадки, коли в друк не пускали навіть гравюри, що вже пройшли цензуру (!).
Так, японська влада неодноразово забороняла графічні твори Утамаро Кітаґави як аморальні, але художник продовжував їх створювати. 1804 року він оприлюднив гравюру, на якій зобразив милування квітами героя японської старовини Тойотомі Хідейосі. За це сьоґунат заарештував художника і кинув до в'язниці. Тойотомі Хідейосі був родичем сьоґунського дому, тому використання його образу як персонажа міщанських картин було суворо заборонене. Лише через століття по смерті Утамаро Кітаґави він буде зарахований до класиків японської графіки.
Папір, на якому друкували гравюру, зберігав печатки цензорів і низку написів, котрі стануть для істориків важливими додатками до інформації про процес цензурного дозволу і друку, відомості про що не зберігали.
Жорсткі межі японської цензури спонукали художників до ретельних пошуків композиції, нових засобів виразності і максимального використання колористичних якостей дозволених фарб. Удосконалювалась і техніка друку — обігрували білий колір паперу, робили тиснення, тло деяких гравюр прикрашали подрібненою слюдою.
На відміну від західноєвропейської цензури, котра зросла в пазурах асексуального християнства, японська цензура не забороняла порнографічні зображення. В укійо-е десятиліттями існував жанр сюнґа, що спеціалізувався на подібних сценах та на сценах побуту «веселих кварталів».
Цензура була скасована лише в 1876 році в період реформ Мейдзі.

## Споживачі «укійо-е» і технологія виготовлення
Від появи ілюстрації до літературних творів, а згодом і окремих гравюр, вони були розраховані на масового споживача — дрібних самураїв, торговців, мешканок міст, молодь. Первісні ілюстрації та гравюри були чорно-білими — використовувалась лише туш (найвідомішим ілюстратором у жанрі укійо-е був Йошіда Ханбей), з початку XVIII століття деякі роботи розфарбовували вручну. Згодом процес ускладнили: художник малював ескіз, ремісник готував декілька дерев'яних матриць-дощок, кожна з яких призначалась для окремого кольору. Всі кольори утворювали готову композицію на паперовому відбитку. Віртуозно створені гравюри робили з використанням техніки розкату, коли якась фарба поступово втрачала інтенсивність або переходила у свою протилежність (наприклад, синя — в рожеву). Гравюру, де можна було використовувати 6 кольорів, винайшов художник і видавець Окумура Масанобу.
Гравюра укійо-е не сприймалась аристократами і багатіями-естетами як серйозне мистецтво на кшталт традиційного живопису на шовку — філософського, канонічного, з постійними натяками на істини буддизму. І навпаки, укійо-е цікавило обдарованих художників, залучало їх до табору прихильників, бо стало дещо вільною територією мистецтва, котра уникла в Японії на той час офіційної канонізації, заштампованості. Популярність гравюр укійо-е зростала впродовж першої половини XIX ст. і рекрутувала до власних лав найбільш талановитих митців. Картинками укійо-е споживачі обклеювали ширми, паперові стіни японського житла, розсувні двері, екрани.
Пластична краса людини чи її тіло (як в мистецтві Італії) не приваблювала японських художників і не мала поширення. Деяким винятком було хіба що обличчя (красуні та гейші, актори в ролі). Це був початковий період уваги до індивідуальних рис людини та характерності в особах гейш, дівчат із чайних будиночків та акторів, популярних улюбленців театральних вистав. Згодом в японську графіку прийде і портрет реальної особи — при збереженні рис умовності і узагальнення.

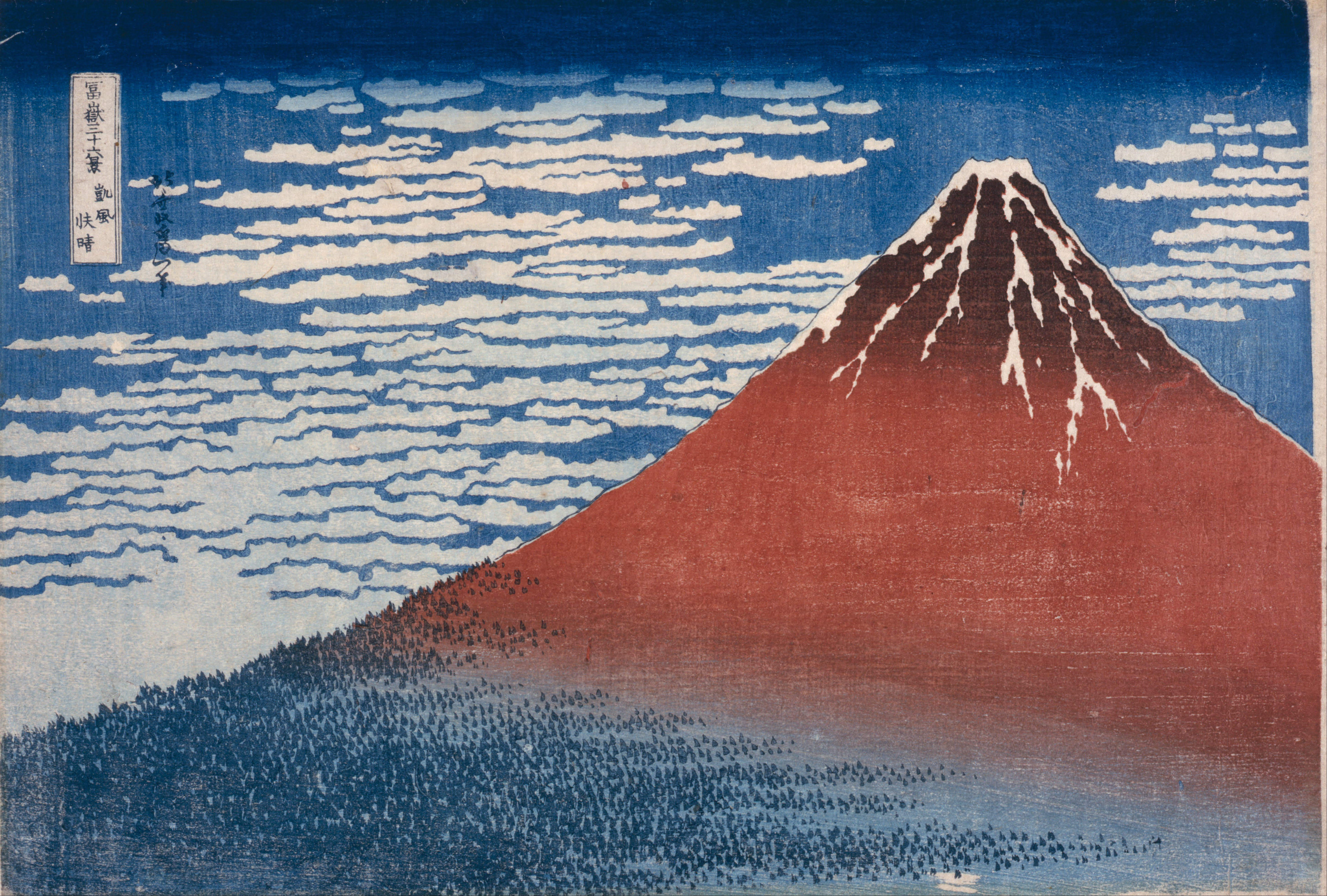
«Ніжний вітер, чудова погода» — картина червоної гори Фудзі (Збірка «Тридцять шість пейзажів Фудзі», Кацусіка Хокусай)
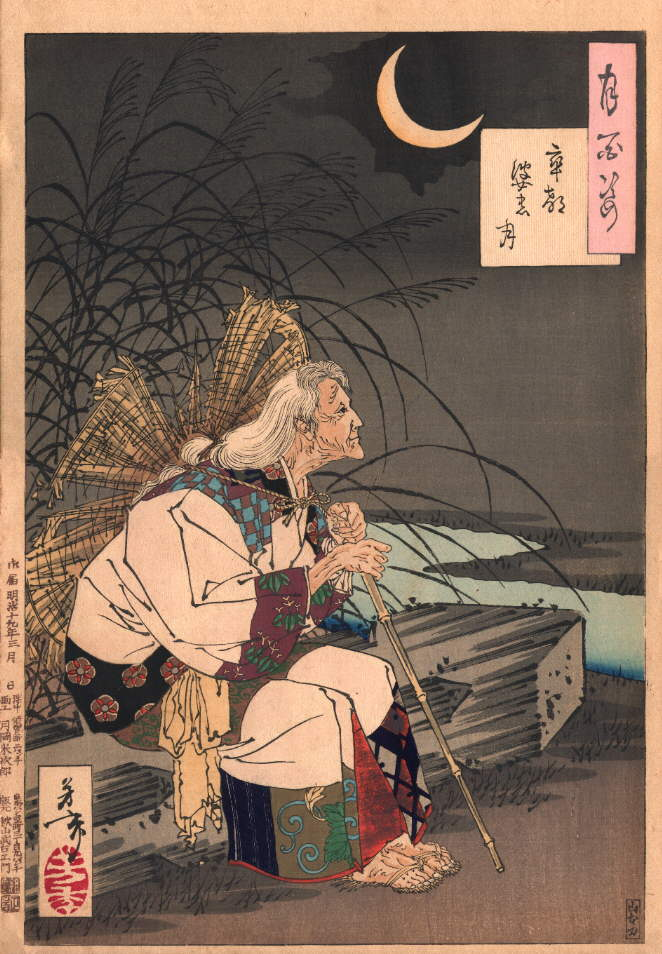
Цукіока Йосітосі, «Стара Оно-но Коматі в період жебракування», 1886
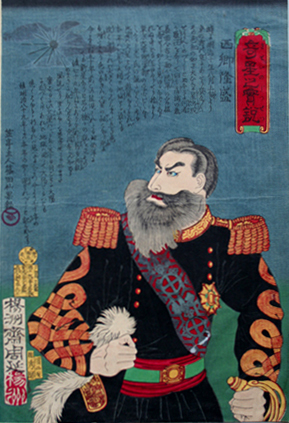
Тоехару Тіканобу. «Портрет Сайґо Такаморі», 1877
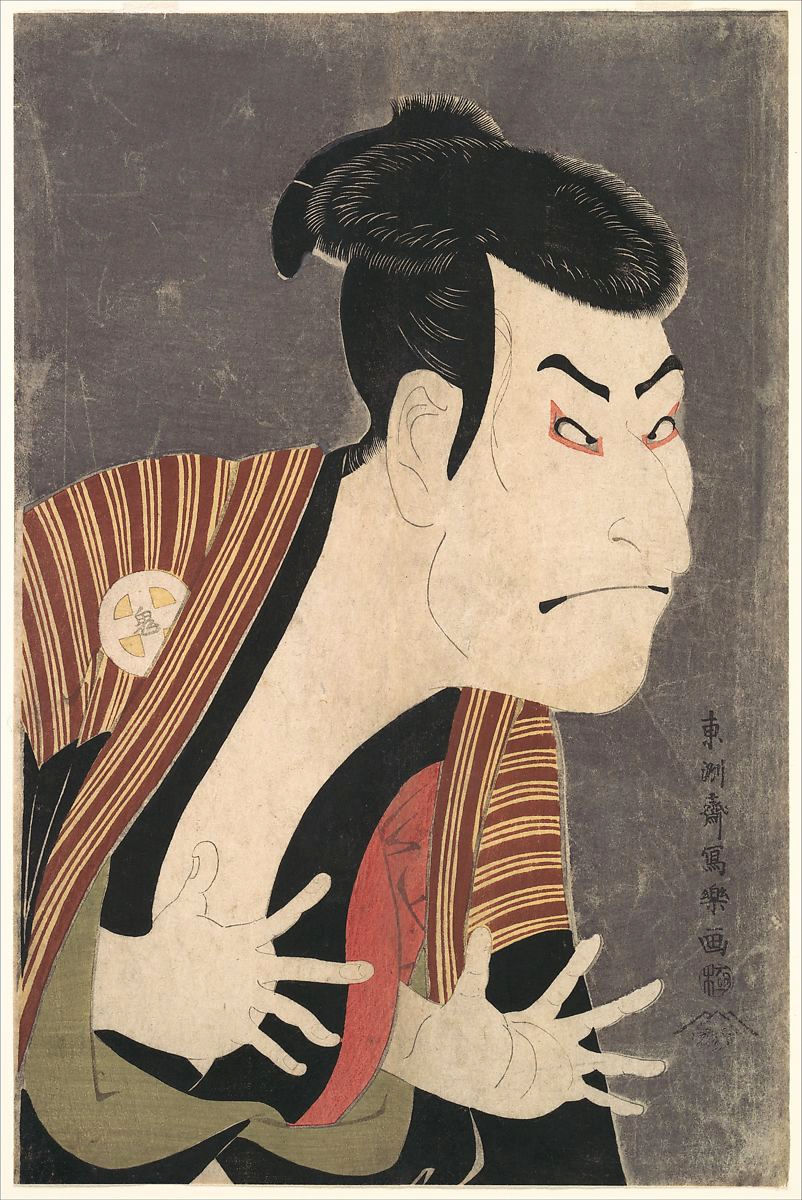
Актор театру кабукі Отані Онідзіі (Тосюсай Сяраку, 1794)
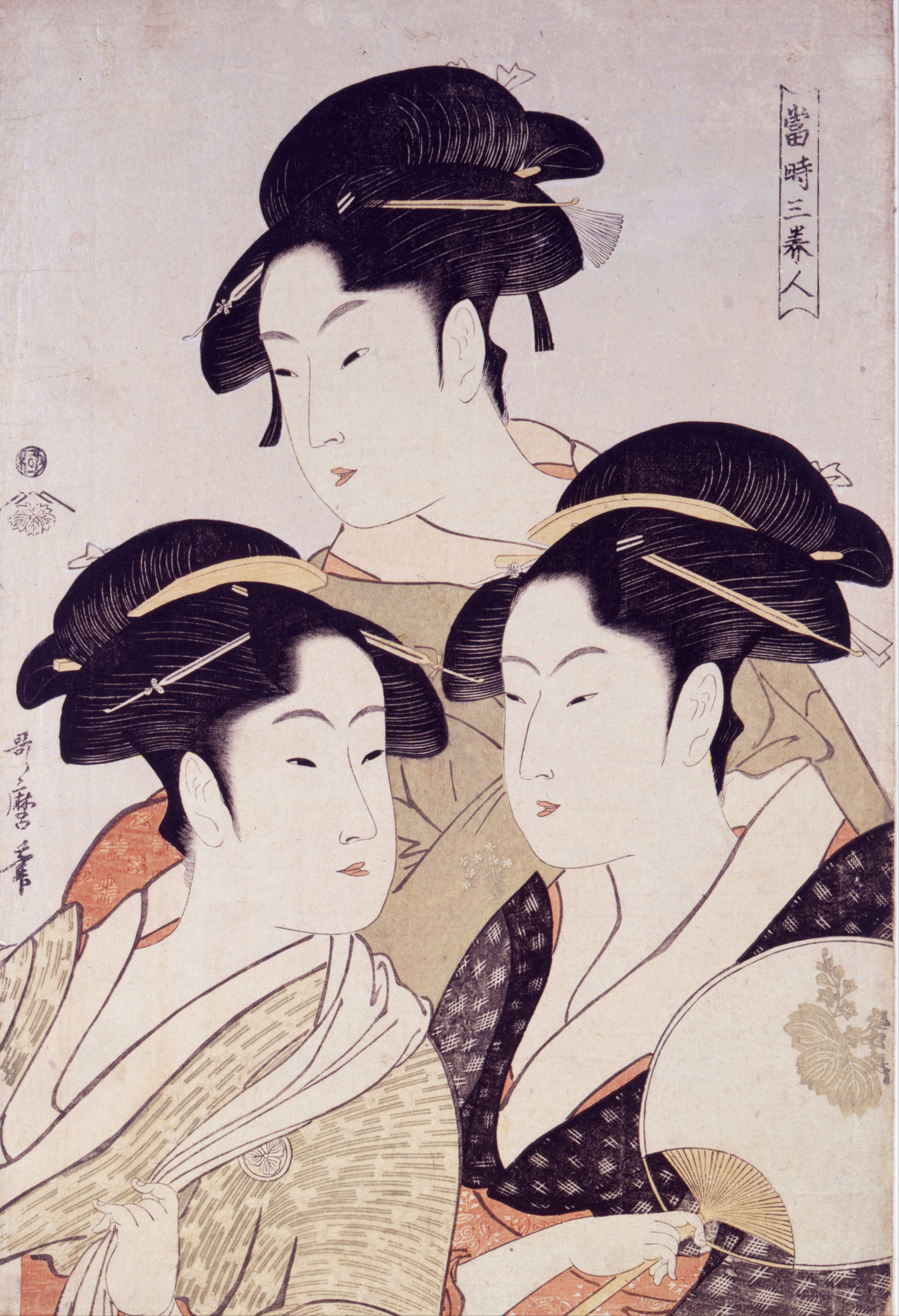
«Три красуні років Кансей» (Збірка «Квіти Едо», Кітаґава Утамаро)
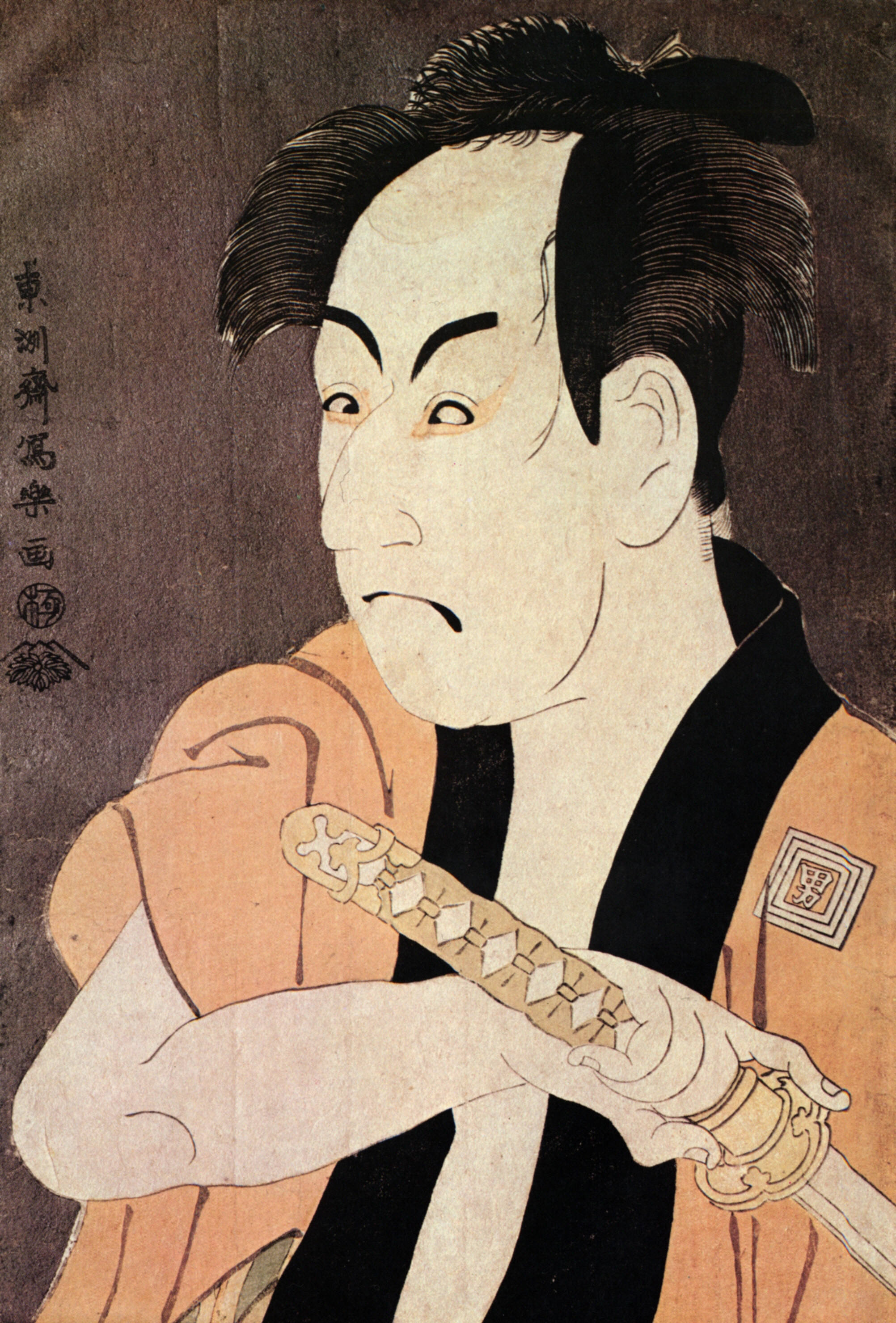
Актор театру кабукі Ітікава Дандзьодзо (Тосюсай Сяраку)

## Сюжети
Прискіпливий контроль сьогунату за мешканцями країни обумовив і штучну стагнацію розвитку країни. У свою чергу це призвело до стагнації та приреченості японського мистецтва до постійних повторів у період Едо. Частково це нагадувало декілька звертань західноєвропейської архітектури до стилю класицизм (палладіанство XVI ст. Вінченцо Скамоцці і палладіанство в Британії XVIII ст., академічний класицизм XVII ст. Франції і Голландії, неокласицизм кінця XVIII і зламу XIX—XX ст.)
Серед поширених сюжетів — доля поетеси Оно но Коматі восьмого століття. Так сталося, що реальне життя поетеси затьмарили міфи, народні перекази, котрі стали прекрасною легендою японського мистецтва на століття. До образу талановитої поетеси зверталися драматурги та художники. Реалістична гілка японського мистецтва найчастіше зверталася не до молодої Оно но Коматі, вродливої і наче захищеної від усіх скорбот світу при палаці імператора, а саме до покинутої старої, що втратила і красу, і прихильність долі.
Оно но Коматі — героїня декількох популярних п'єс із репертуару аристократичного театру Но, найвідоміша з яких має назву «Гробниця Коматі».
До легендарного образу звертались і майстри нецке. Відомий майстер школи Кано — Йосімура Сюдзан — уславився більше не як художник, а саме як майстер нецке. Він подав її як стару і жебракуючу жінку у страшних злиднях. Вона сидить з виразом нескінченого страждання і безнадії на обличчі, з драною торбою на виснажених плечах, наче підвестись на ноги їй вже несила. Психологічна насиченість образу перегукується з найкращими зразками скульптур доби західноєвропейського бароко, залишаючись мініатюрним твором мистецтва. Важко уявити, що колись подібний твір слугував лише прикрасою японського одягу і міг зникнути, як зникли інші твори майстра Сюдзана, як зникли і вірші Оно но Коматі, їх більша частина.
Оно но Коматі — також героїня графіки укійо-е.
До посиленої пропаганди феодальних чеснот були причетні і сюжети укійо-е. Вони нагадували казкові перекази чи п'єси станів з різкими, несподіваними змінами ситуацій. Серед них — історія життя Ендо Моріто, що закохався в молоду дружину палацового охоронця Ватанабе Ватару. Жінка була прикладом феодальної відданості чоловікові і не відповідала на нахабні залицяння. Але Ендо Моріто не втрачав наполегливості і нарешті вирвав у жінки згоду на стосунки за умов убивства її чоловіка. Вночі жінка одягла одяг чоловіка і заснула. Вночі в спальню вдерся нахабний залицяльник і відрубав голову. Роздивившись, побачив, що то голова зразкової дружини палацового охоронця. Ендо Моріто подався в ченці, в монастирі відрізнявся суворою аскезою і показовим покаранням себе.

Цукіока Йосітосі. «Ендо Моріто перед убивством чоловіка своєї коханої», 1883
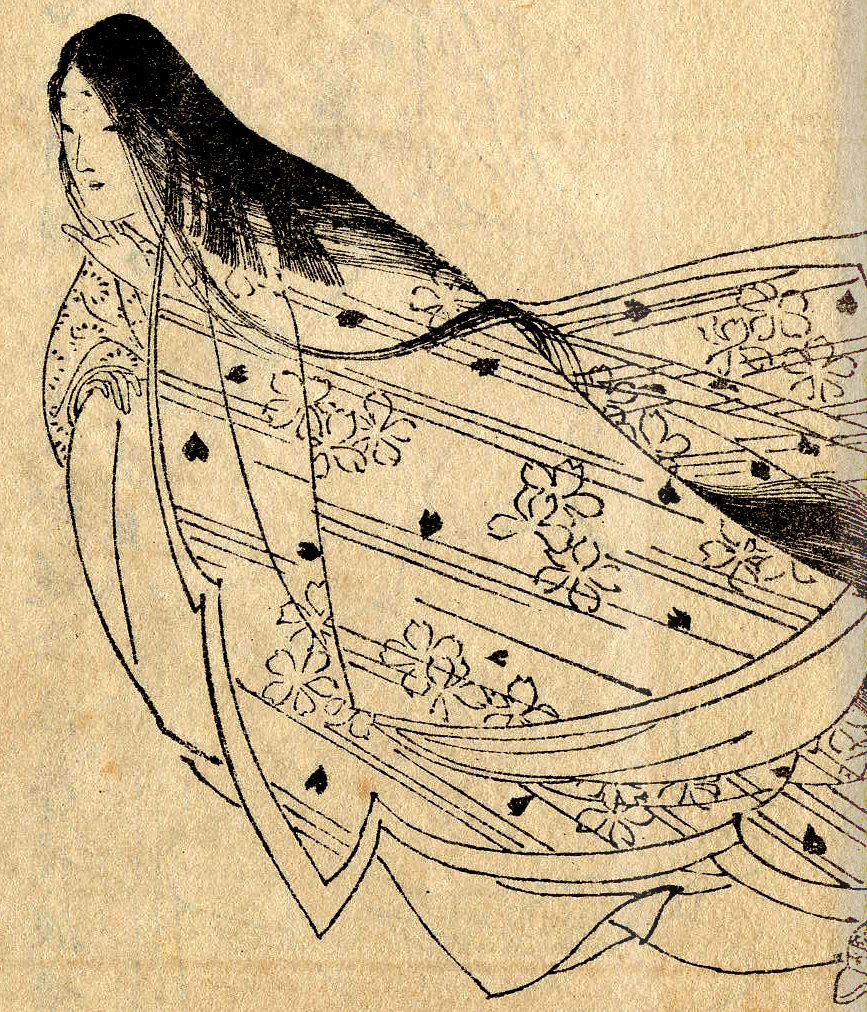
Кікуті Йосай, «Поетеса Оно но Коматі» VIII століття
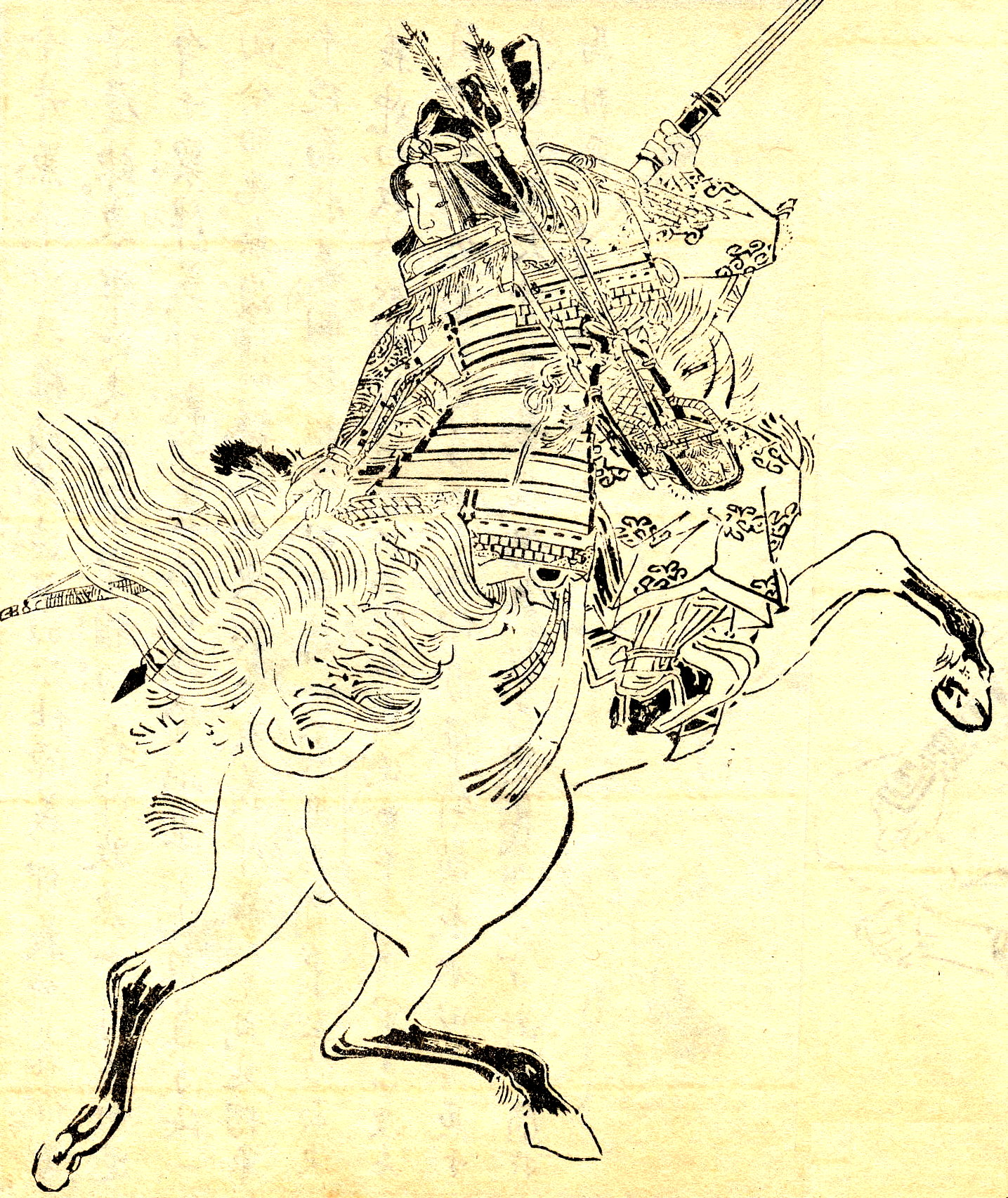
Кікуті Йосай, «Жінка-самурай Томое Гоцен» XII століття

## Японський меч і графіка укійо-е

Кацусіка Хокусай. «Малий крук несе меч клану Мінамото»

Ієрархічна побудова феодального суспільства Японії відбивалась і на зброї. Влада належала сьогунам. Землевласники-феодали підкорялись сьогуну, а землевласникам — самураї. Довгий меч, прикрашений особливим малюнком леза, піхвами з каліграфічним написом багато чого розповідав про свого володаря і навіть історію його роду. Меч самурая слугував покажчиком його статусу в ієрархії і був найціннішим майном самурая. Феодальні привілеї самурая сягали права убити будь-яку підлеглу особу за найменшу провину чи без підстав на це.
Частка старовинних японських мечів мала надзвичайну історичну і мистецьку вартість, серед них і легендарний меч Хандзьо Масамуне. Перші триста років історії меча невідомі. Вперше меч потрапив у літописи в XVI ст. Меч став військовим трофеєм самурая Хандзьо Шигінага, котрий забрав його у переможеного ворога. Звідси його назва. Через скрутний фінансовий стан Хандзьо Шигінага продав коштовний меч за 13 великих золотих монет. Меч став свідком просування нагору в феодальній ієрархії та перейшов у володіння Токугава Іеясу. Тоді меч перестав бути просто зброєю і набув символу абсолютної, реальної влади в Японії сьогунів роду Токугава майже на 250 років.
Меч взагалі став важливою частиною чоловічого костюму японця з привілейованих станів. Меч — важлива частина і театрального костюму актора. Графічний аркуш може не мати зображення квітів і практично не має аркушів з вояком-героєм — без меча. В гравюрах з героями укійо-е меч зображують частіше за квіти сакури.

## Графіка укійо-е, пов'язана з національним театром
Мистецтво укійо-е, тематично пов'язане з національним театром, належало до ланки надзвичайно узагальненої та стилізованої графіки. Незважаючи на реальні враження від вистав, від гри акторів, театральна гравюра увібрала всі ознаки умовностей, декоративності й узагальненості національного театру (умовний грим акторів, нереалістичні пози, відсутність театральних декорацій і неєвропейську побудову сцени, мала місце посилена пропаганда феодальних чеснот і відданості сьогуну та власному князю-васалу).
Майже з перших своїх кроків графіка Японії була так чи інакше пов'язана з театром кабукі. По-перше аркуші гравюри слугували театральними афішами, а також ілюстраціями до книг про вистави чи про популярних акторів. Атмосфера театру, сюжети його вистав, пишні костюми акторів, художні манери і зовнішність театральних персонажів — викликали захоплення, прискіпливу увагу і навіть копіювання поведінки. При цьому в феодальній Японії актори посідали останні щаблі в соціальній ієрархії, звичним було презирство до акторів у житті і демонстративне небажання особистого знайомства чи дружніх стосунків. Повагою користувались лише їхні сценічні образи, в яких уява феодальних глядачів повністю розчиняла реальні особи акторів. Сценічний образ повністю витісняв реальну людину — в ніщо, в неіснування. Презирство до акторів демонстрували навіть художники, що малювали акторів у ролях. Так, художник Кацукава Сюнсо, що створив незабутні портрети акторів у ролях, в книзі про акторів старанно відмежувався від них. 
| Він любив театр і як глядач, отримував від нього чимало задоволень, але не збирався мати з ними приятельських стосунків чи навіть знайомитися з ними[4]. |
Портрети акторів в ролях у майстрів укійо-е — зовсім не портрети реальних акторів, це лише популярні сценічні образи. Від реальних людей там лише імена та феодальні позначки акторських династій. В гравюрі «Актор Іцикава Дандзюро 5-й у ролі Сібараку, втілення справедливості» (1782 рік) білі концентричні прямокутники на червоних рукавах — не що інше як феодальний герб (мон) династії акторів Іцикава. У інших акторів — був інший герб (мон).
Графіка укійо-е відбивала реальний, суворий стан осіб феодального суспільства з його обмеженнями, забобонами, розмежованістю станів, власною шкалою цінностей і іншим розкладом престижних і непрестижних речей і прагнень, ніж нині.

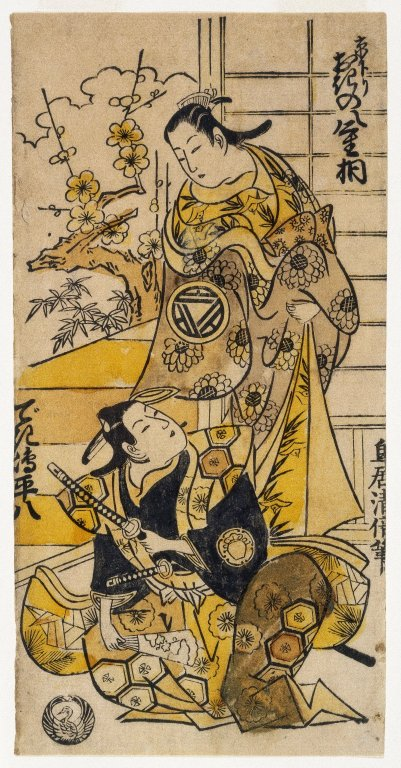
Торії Кійомасу. «Два актори в невідомій виставі», до 1712 р.
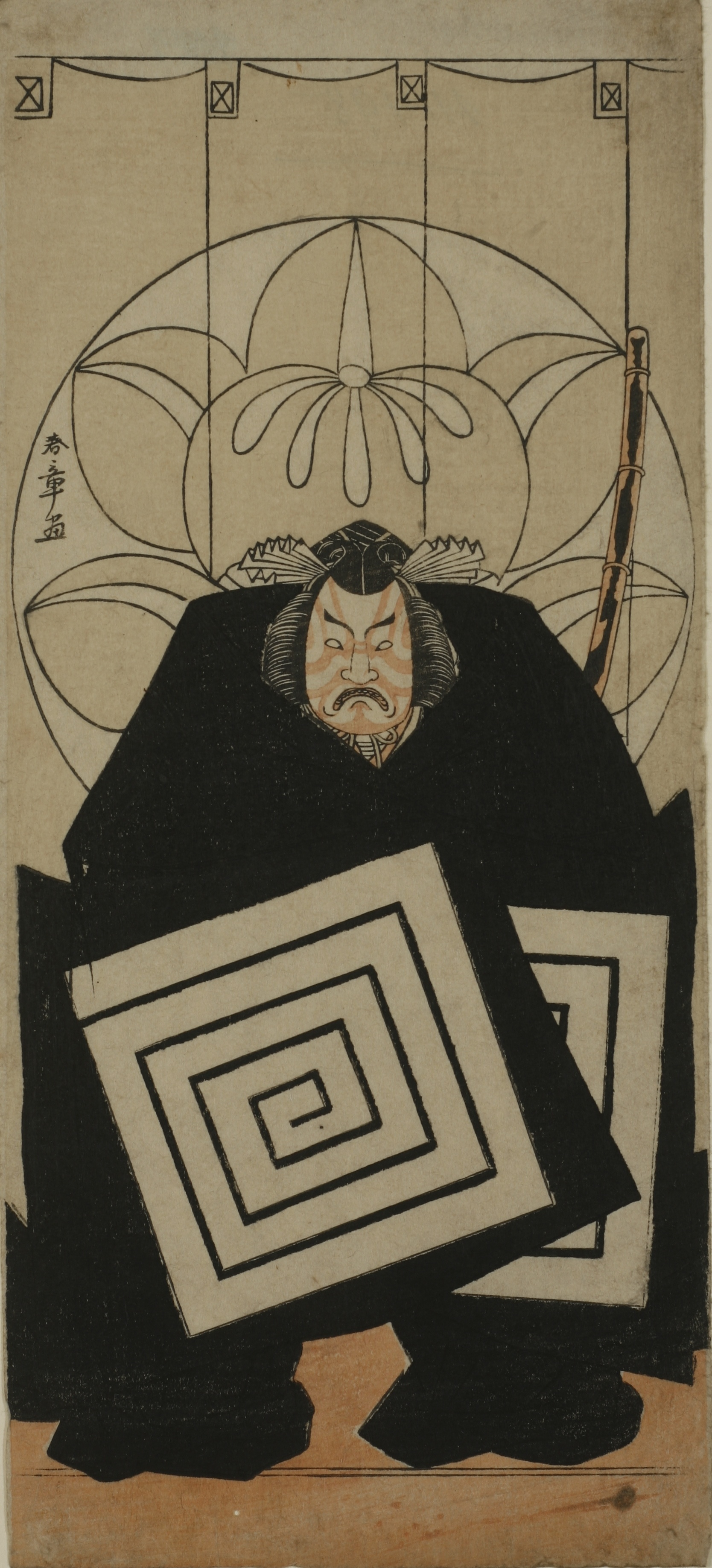
Кацукава Сюнсо. Актор Ічімура Уземон 9-й в ролі Сібараку, втілення справедливості», 1778 рік
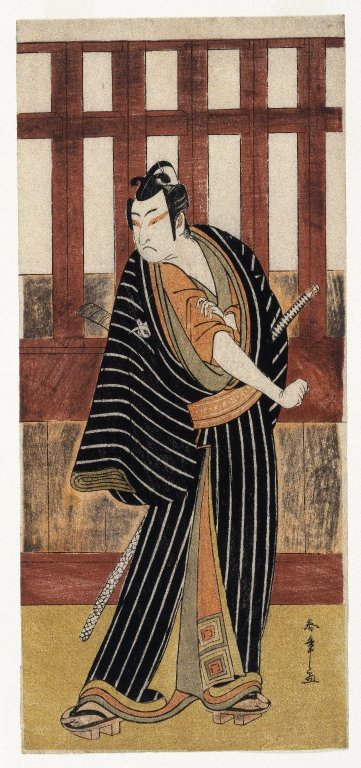
Кацукава Сюнсо. «Актор Іцикава Монносуке II»
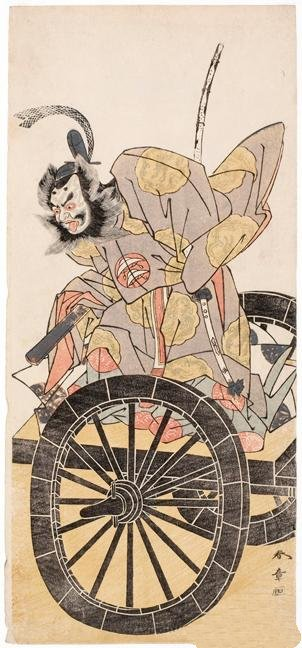
Кацукава Сюнсо. «Актор Накадзіма Міхемон в ролі Токіхіра», 1747 р.
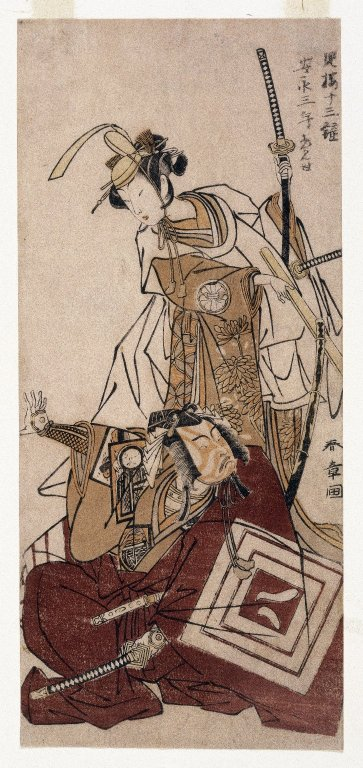
Кацукава Сюнсо. «Актори Іцикава Яодзо II і Сегава Кікунодзьо III»
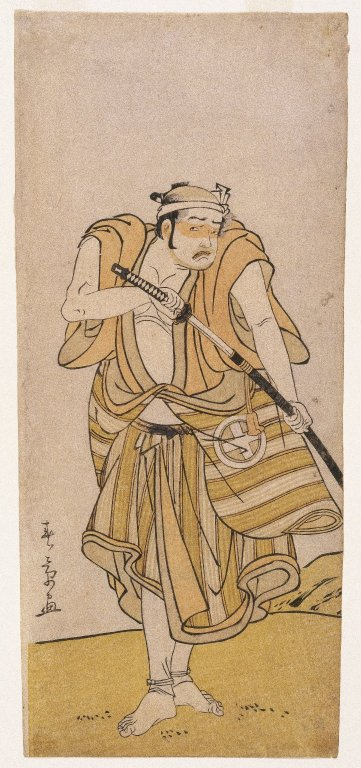
«Невідомий актор театру кабукі»
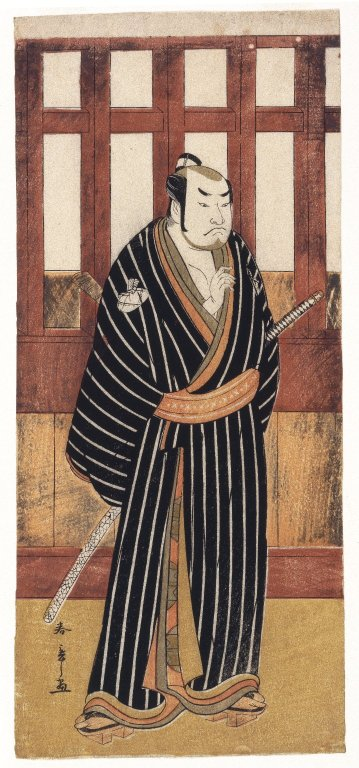
Кацукава Сюнсо. «Актор Саката Хангоро II»
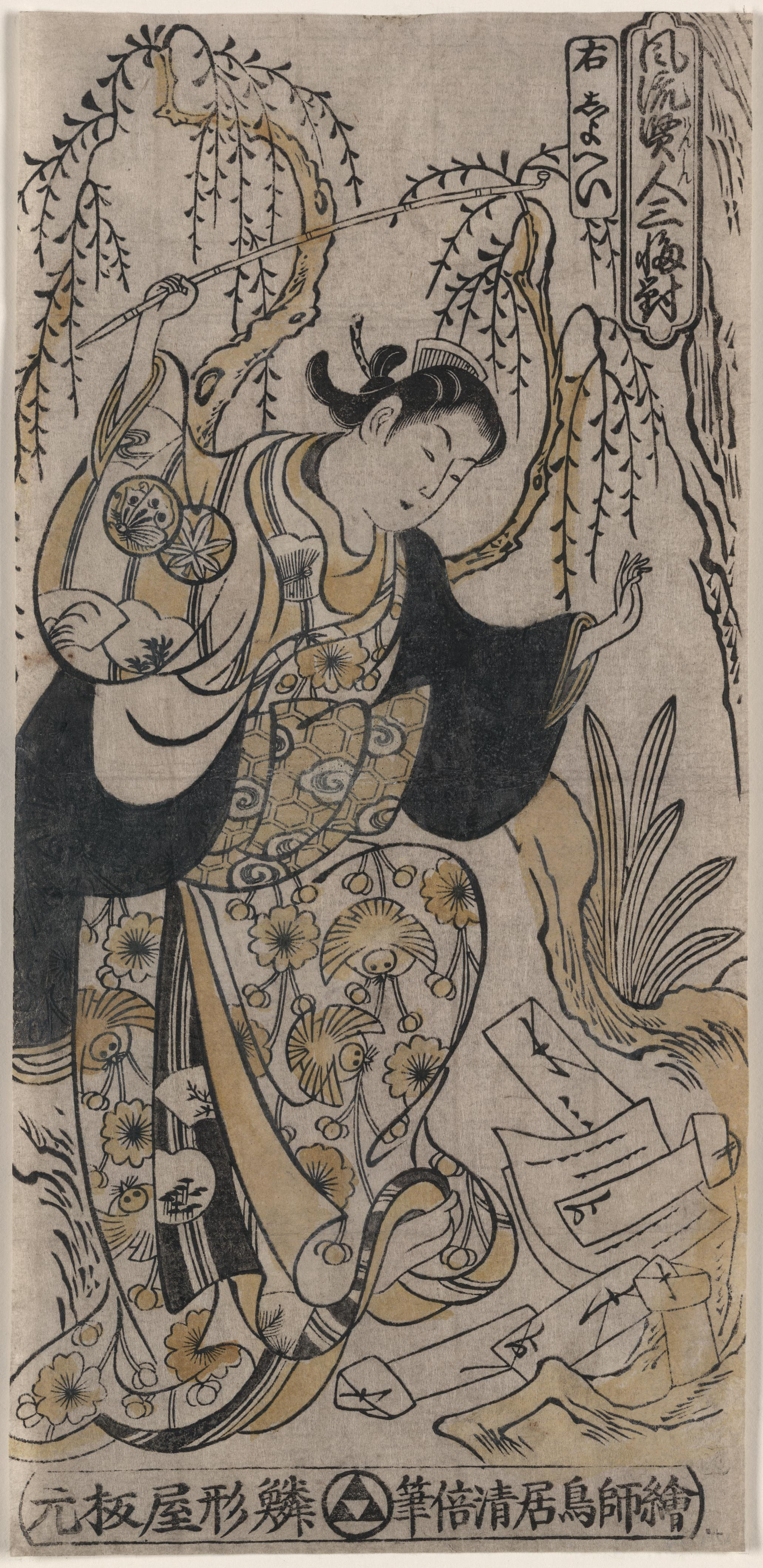
Торії Кійомасу. «Актор Саньо Кантаро як поштар»
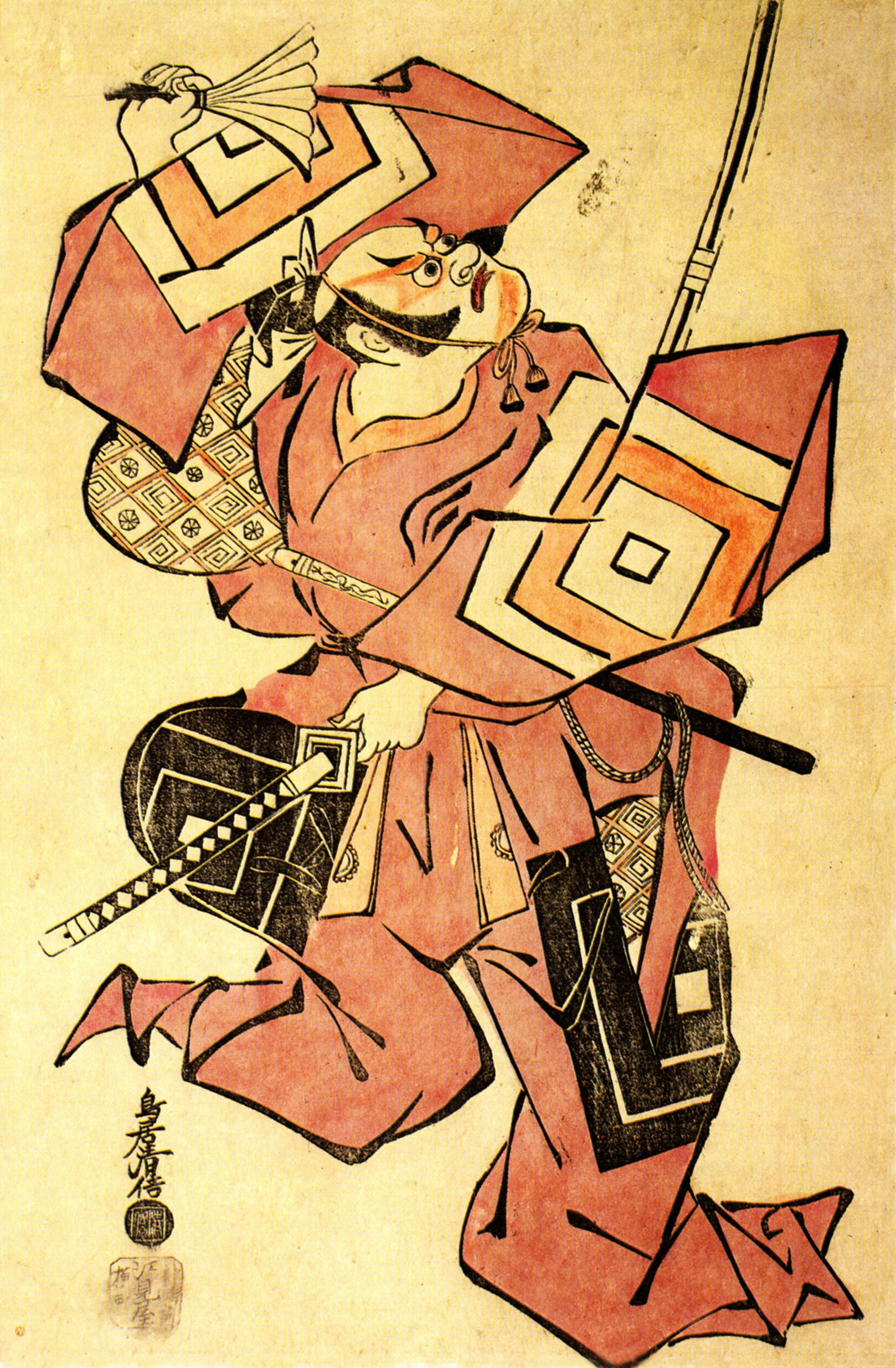
Торії Кійомасу. «Актор Іцикава Дандзюро 2-й в ролі Сібараку», до 1720
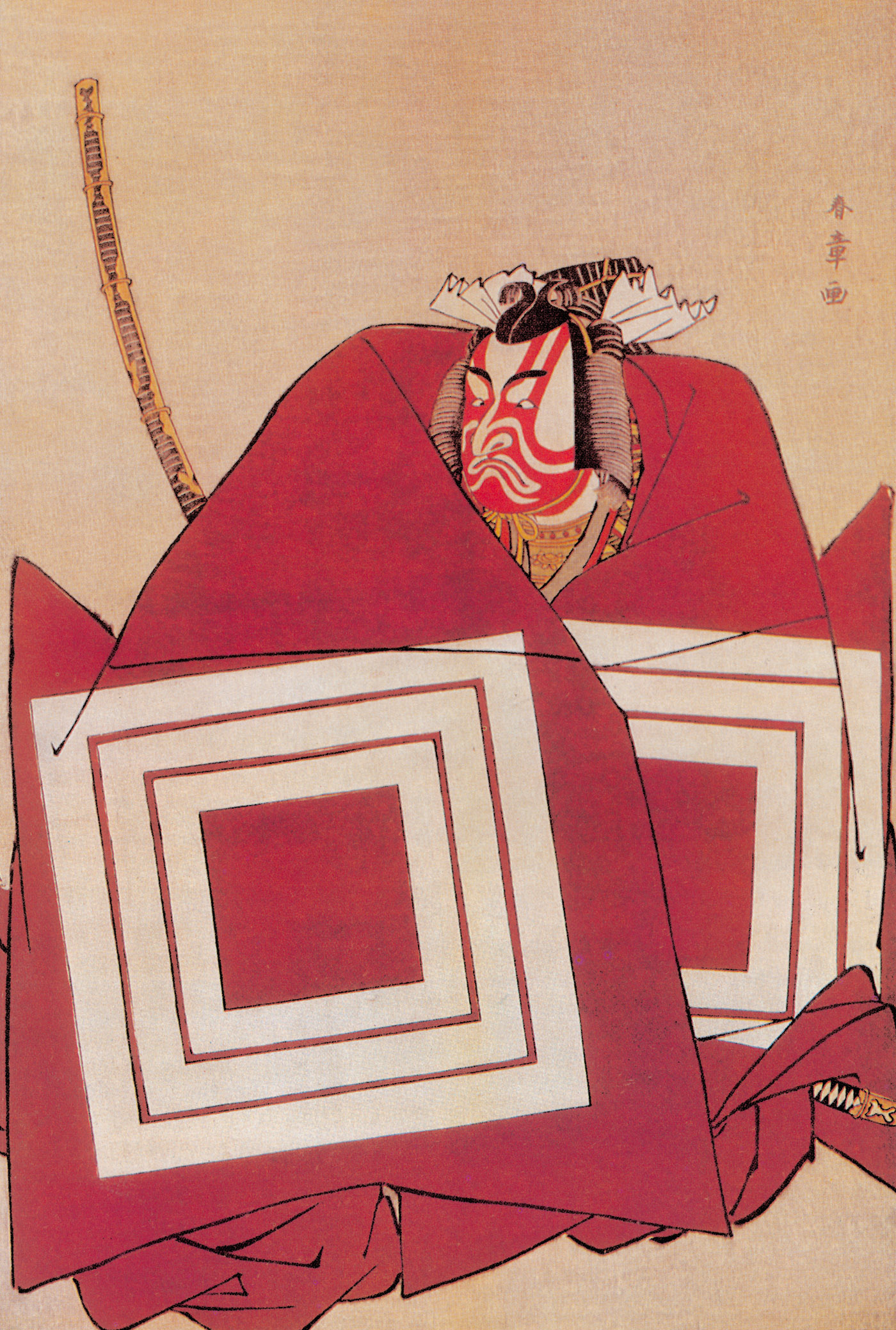
Кацукава Сюнсо. «Актор Іцикава Дандзюро 5-й в ролі Сібараку, втілення справедливості», 1782
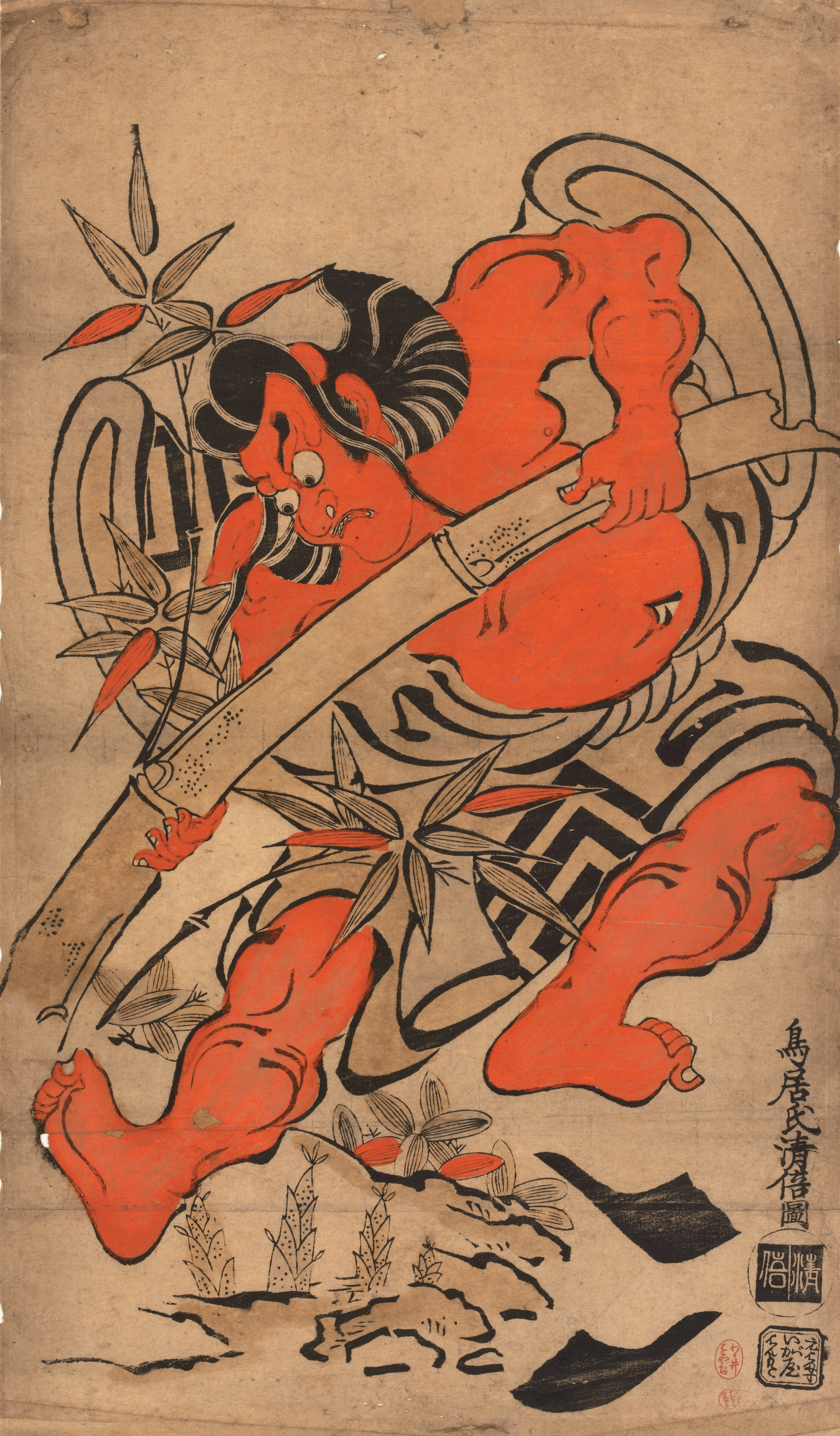
Торії Кійомасу. «Іцикава Дандзюро 1-й в ролі Такенукі Горо», до 1710
Утагава Кунісада. «Актор Катаока Нізаемон VIII в ролі Сато Масакійо, 1862
Утаґава Тойокуні старший (1769—1825). «Три актори в виставі», Бостонський музей образотворчих мистецтв

## Картинки мінливого світу і зелені кімнати

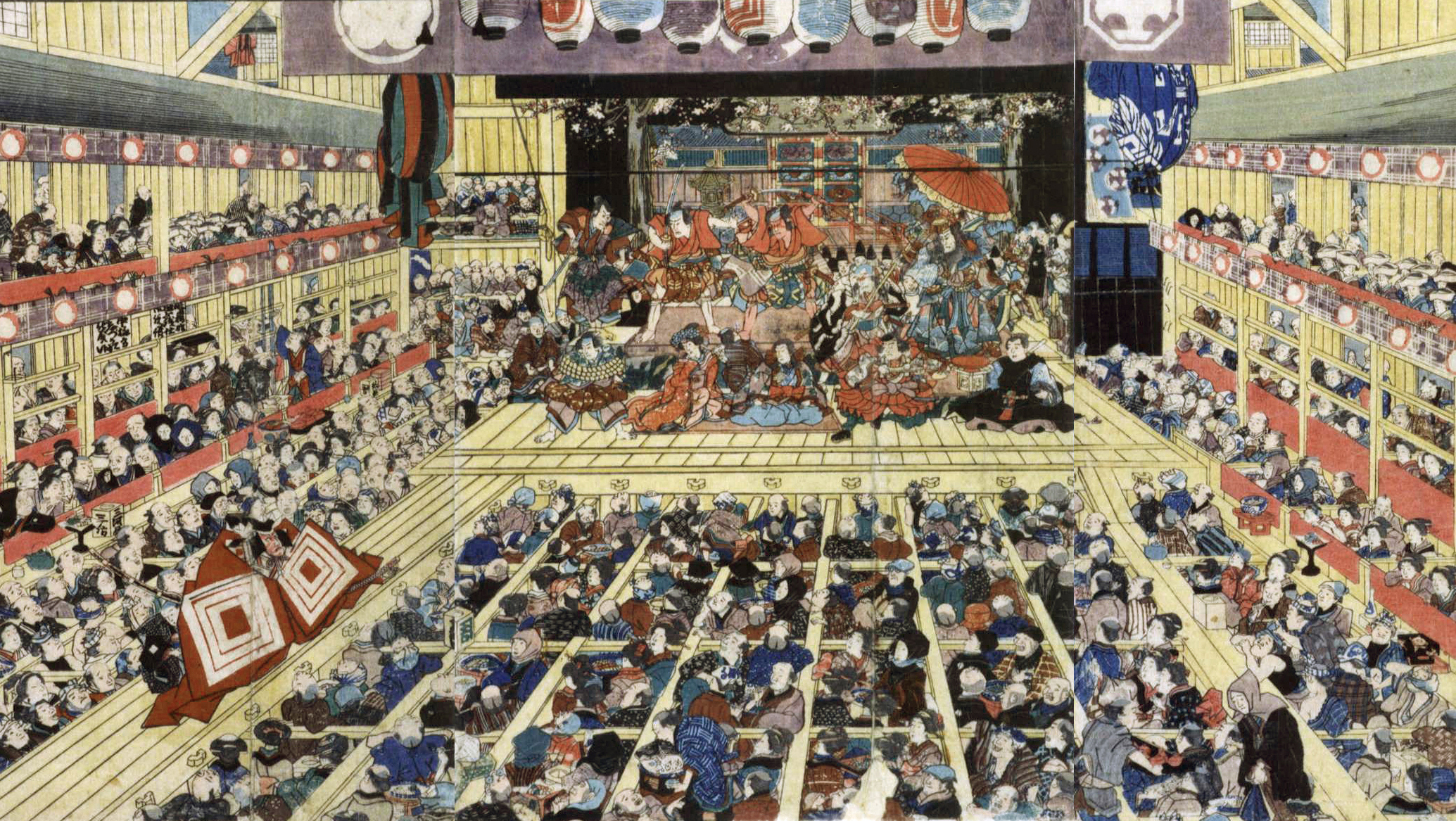
Тойокуні III. «Зал театру кабукі»

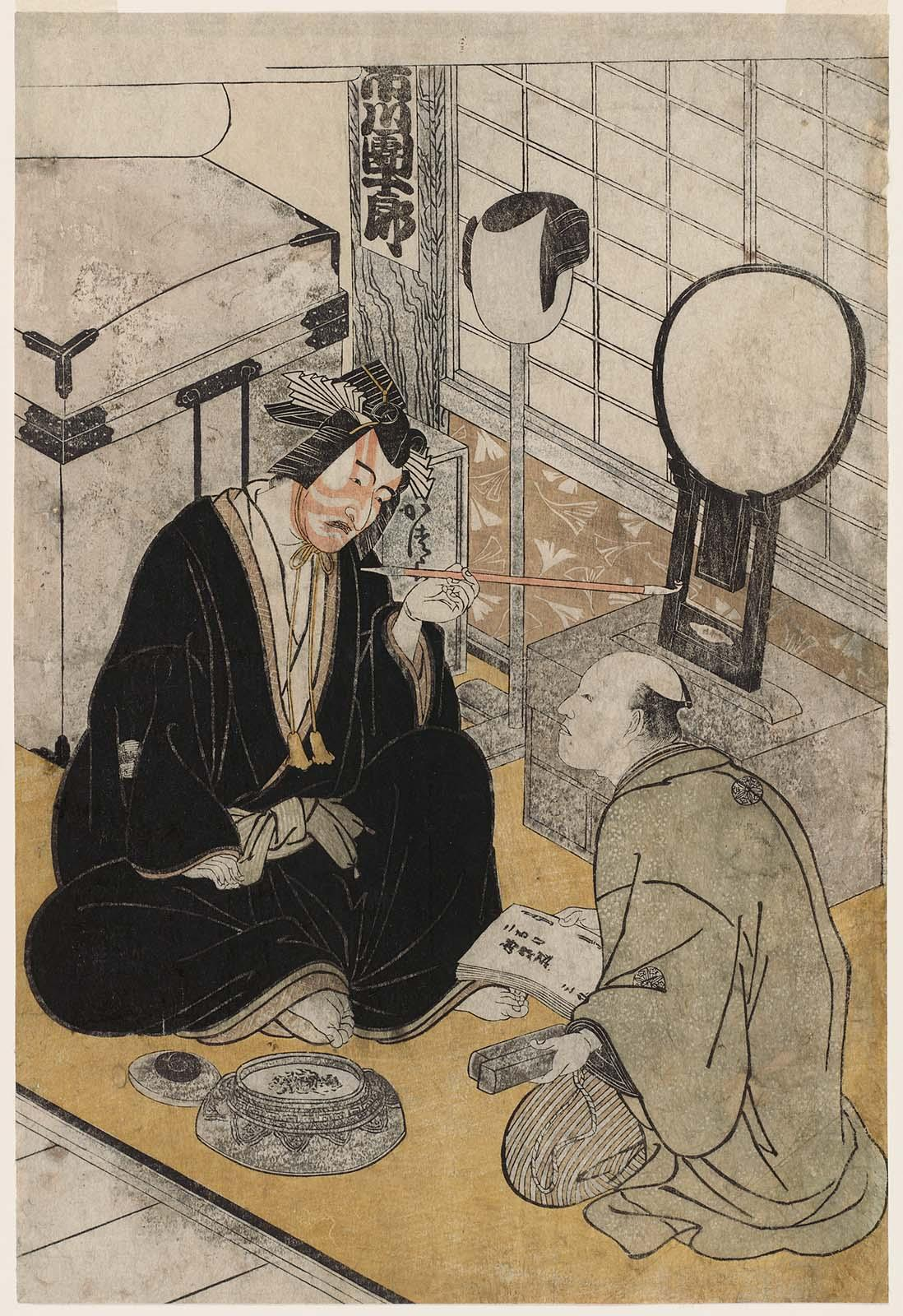
Кацукава Сюнсо. «Актор Іцикава Дандзюро V в зеленій кімнаті», до 1785 р.

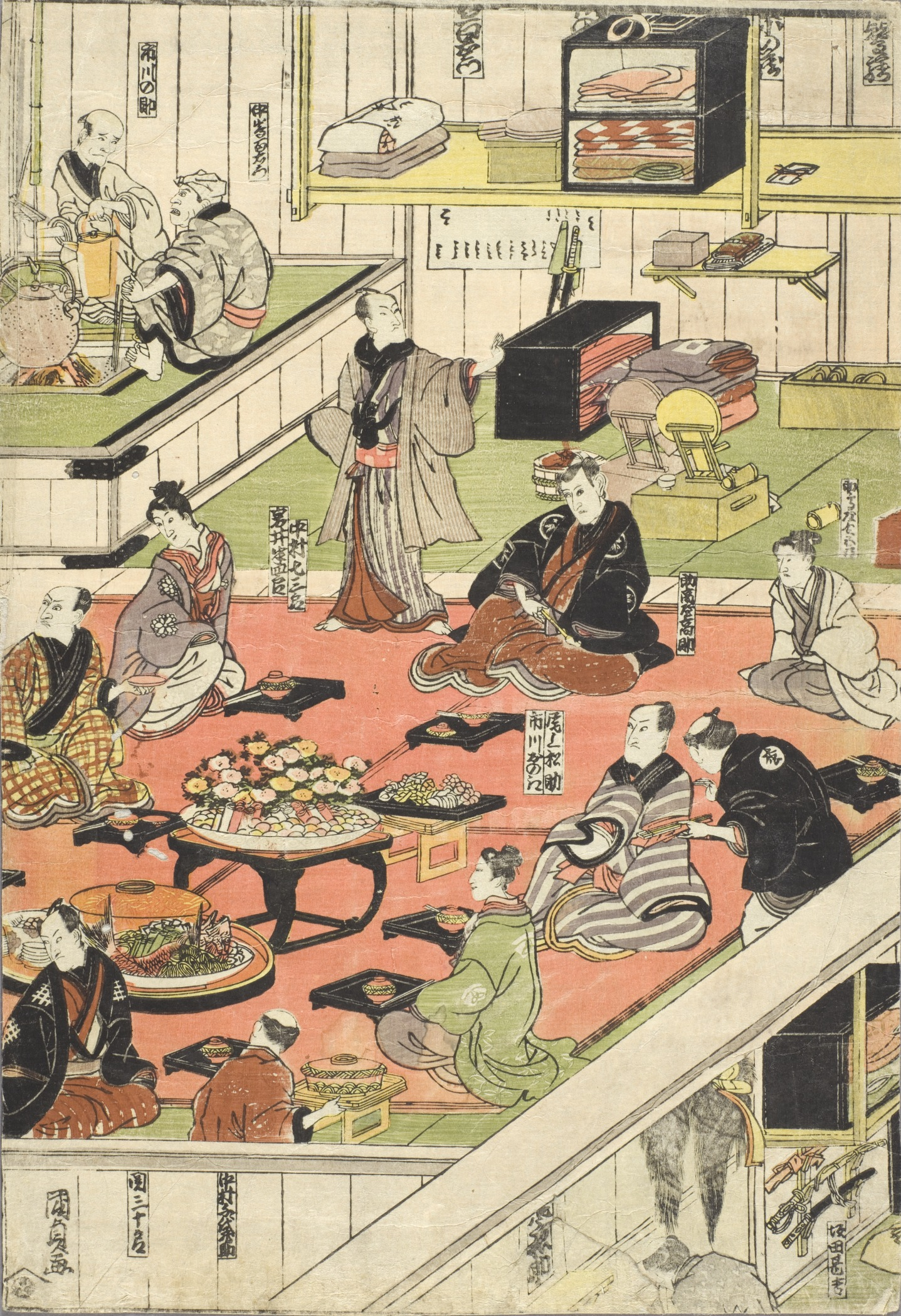
Утагава Кунісада. «За лаштунками театру кабукі», 1810-ті рр., Лос-Анжелес

Графіка укійо-е не була б повною мірою відбитком мінливого світу, аби не зазирнула за лаштунки театрів. І художники туди зазирнули.
Так в графіку укійо-е прийшло зображення так званих «зелених кімнат» — гримерок, де актор вивчав ролі, накладав грим, звикав до складних театральних костюмів, проводив репетиції і практично жив. Адже актори театру кабукі були вимушені перебувати в театрі 12—14 годин на добу.
«Зелена кімната» була водночас і житлом, і коморою для зберігання костюмів і перук, репетиційною кімнатою та коморою для зберігання дарунків, якщо актор виборов у глядачів популярність. В японському театрі не отримала розвитку театральна декорація: була або одна декорація на всі вистави, або не було жодної. Тому надзвичайного значення набули умовний грим актора, його пишні костюми та сценічний темперамент і малюнок ролі. Японські глядачі приходили дивитись на акторів та на їх гру, а не на театральні декорації.
В гравюрі «Актор Іцикава Дандзюро V в зеленій кімнаті» художник Кацукава Сюнсо подав зустріч популярного актора з театральним музикою під час короткого відпочинку актора. Всі ознаки умовності і феодальних забобонів присутні в гравюрі. Театральний музика — непомітна постать з паперами і двома дощечками, котрі і слугували в умовному просторі кабукі музичним інструментом. Це й не портрет реального музики, як могло би бути в картині європейського майстра, а імперсональний знак присутності в зеленій кімнаті ще однієї особи. Це узагальнене зображення-знак пересічного японця, котрого можна зустріти і на інших гравюрах.
Не є портретом і зображення актора — він в умовному червоному гримі Сібараку (втілення справедливості), тобто це ще одне зображення актора в ролі, тільки за лаштунками.
«Зелена кімната» актора Іцикави Дандзюро V більш індивідуальна, ніж обличчя її мешканця: видно дзеркало, перед яким актор накладав червоний грим «справедливого обурення», підставка для перуки, велика скриня для численних кімоно і костюмів, котрі подарували популярному актору глядачі, окремий дерев'яний кейс для книжок і текстів вистав із написом «Дандзюро». «Зелена кімната» актора Іцикави Дандзюро V — світ перетворення буденності в піднесений світ театральної вистави і навпаки, місце повернення в феодальну реальність з її бідою і тривогами. До цього мистецтво укійо-е не знало подібної суміші буденного і святкового, натяку на перетворення одного в друге. Можливо, відбитків перших гравюр «Зелені кімнати» збережено досить мало через малий наклад, бо первісно вони розповсюджувались у вузькому колі самих акторів або їх прихильників. Художник не ставив на них і власного підпису. Є «зелені кімнати» з зображеннями двох акторів, зазвичай партнерів по сцені.
Залаштункові «зелені кімнати» як жанр укійо-е сприяли появі в середині XIX ст. позатеатральних, парадних та меморіальних портретів померлих акторів.

## Період занепаду укійо-е і порятунку національних художніх традицій
В останню чверть XIX ст. мешканці Японії активно засвоюють досягнення західноєвропейської капіталістичної цивілізації, цікавляться всім новим, що привносять в країну. Свій вплив на технології виготовлення ілюстрацій до газет і періодичних видань мали і західноєвропейські технології. В друкарстві Японії засвоюють літографію та фото. Були скасовані і обмеження щодо використання кількості кольорів у гравюрі укійо-е. В Японії почали використовувати анілінові фарби. Дивним чином використання анілінових фарб позначилось на укійо-е погано. Витончені колористичні гами зламу XVIII—XIX століть замінилися на пістряві і негармонійні. Укійо-е вступило в період занепаду. Стривожений занепадницьким станом в галузі, художник-графік Цукіока Йосітосі практично самотужки підживлював зацікавленість в існуванні і традиційних технологіях укійо-е, коли її покидала більшість тогочасних графіків.
Кризовий стан у виробництві гравюр укійо-е наприкінці XIX ст. вплинув також на використання старих дощок-матриць з популярними колись композиціями відомих майстрів японської графіки. Робилось це з ініціативи японських друкарів, що бажали не втрачати прибуток будь-що. Про це дізнались дослідники укійо-е лише в XX ст. На оригінальність графічних творів це надто не вплинуло, бо кількість перших накладів гравюр досить обмежена (з урахуванням значної кількості знищених відбитків первісного друку). Ця практика відома і в Європі, коли з мідяних дощок покійного Франсіско Гойї робили нові відбитки його серії «Лихоліття війни».
До рятування японських художніх традицій доєднався і освічений іноземець — американець Ернест Феноллоза. За запрошенням зоолога та сходознавця Едварда Сільвестра Морзе (1838—1925) зі США — відбув у Японію, де продовжив вивчення філософії в Токійському Імператорському університеті. Але не обмежився лише високими, захмарними істинами японської філософії.
Зустріч з мистецтвом і тисячолітньою культурою Японії справила надзвичайне враження на науковця. Спадкоємець західноєвропейської художньої традиції, Феноллоза як ніхто відчував неповторність Японії і її культури. Через вісім років перебування в Японії у нього виникає бажання натуралізуватися. Він переходить у буддизм. Навіть важке для японців американське прізвище міняє на Кано Ейтан Масанобу, як послідовник японської мистецької школи Кано. Але головним для науковця і філософа були не зовнішні японські декорації, а дійсне вживання у японську художню культуру, якій він починає завзято служити. За сприяння Феноллози в Токіо організували Академію мистецтв і Токійський Імператорський музей, в останньому з 1888 він став директором.
На хвилі реформ Мейдзі до Японії запросили багатьох фахівців з країн Західної Європи, а японці поїхали за кордон опановувати західноєвропейські технології та мистецькі традиції. На короткий час національні мистецькі традиції втратили престиж. Почалися випадки вандалізму по відношенню до творів національного мистецтва. Задля перешкоди руйнівним тенденціям Феноллозі і знадобився великий музейний заклад у Токіо. Він роками вивчав стародавні храми і монастирі, рятуючи покинуті чи забуті твори мистецтва. Більше того, Феноллоза сприяв появі у Японії закону про збереження місцевих святинь, храмів і творів мистецтва, що там перебували. До значних досягнень науковця відносять і створення першого ґрунтовного переліку Національних скарбів Японії.
У свою чергу цей перелік сприяв виявленню забутих мистецьких скарбів і їх порятунку в Японії. Паралельно Феноллоза купував твори мистецтва для власної колекції. 1886 року він продав власну колекцію в Бостоні лікарю Чарльзу Годдарду Велду за умов, що збірка стане надбанням Бостонського музею образотворчих мистецтв. 1890 р. він повернувся до Бостона, де отримав посаду куратора відділу мистецтва народів Сходу. Саме Ернест Феноллоза за дорученням керівництва обирав твори мистецтва Японії для експонування на Всесвітній виставці в місті Чикаго у 1893 р.
Феодальна Японія мала власні темпи розвитку національної культури. Незважаючи на те, що її коріння сягало в сиву давнину, культура не мала етапів Відродження чи просвітництва, не знала про гуманізм як ідейну течію, котра так вплинула на розвиток культури країн Західної Європи. Тому домішки феодальної, середньовічної культури були відчутні в її літературі і її традиційному театрі. Гравюра «укійо-е» випередила розвиток і національного живопису, і розвиток літератури і її традиційного театру.

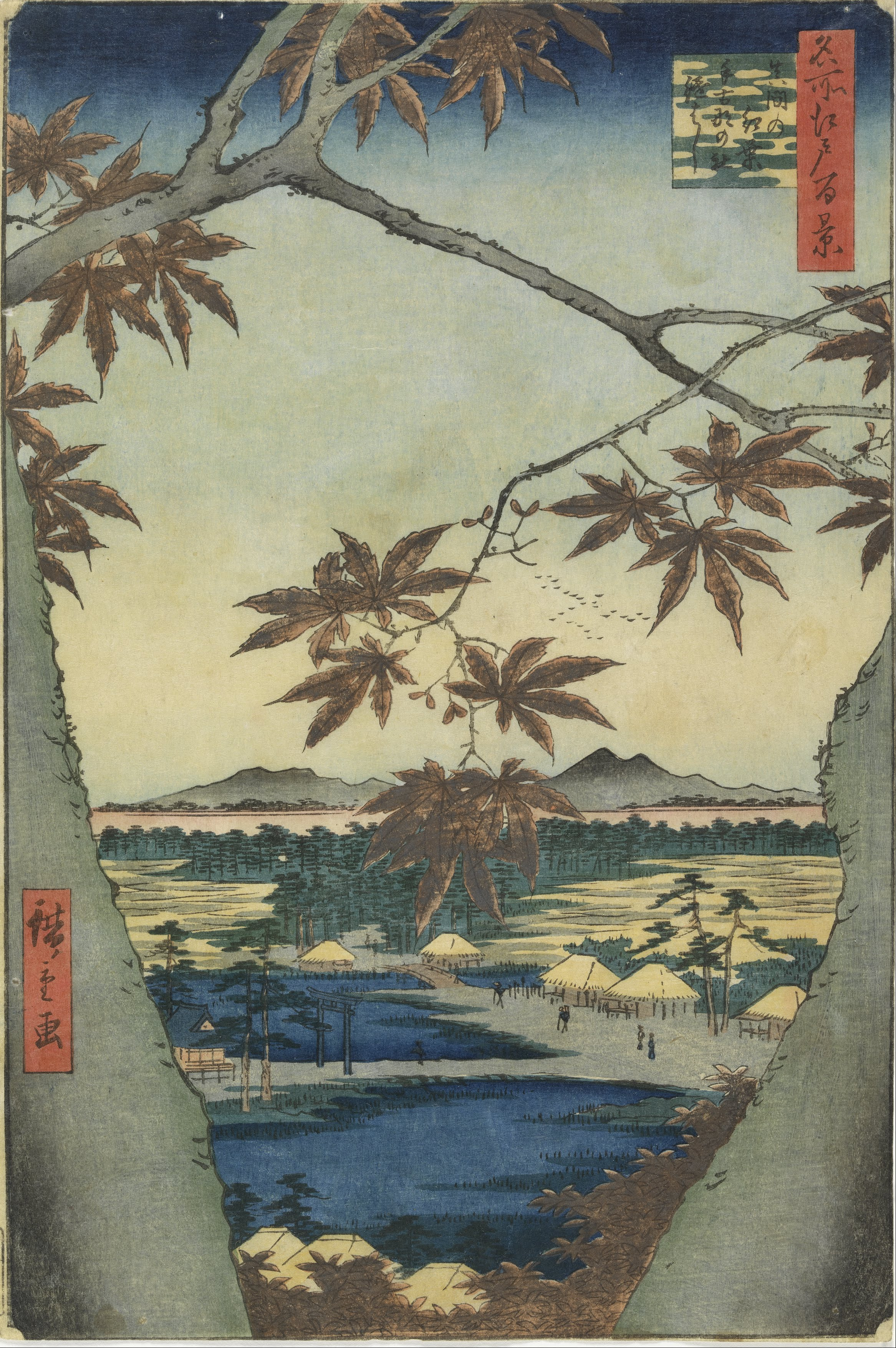
Утаґава Хіросіґе. «Клени біля Мама», Музей Вінсента ван Гога, Амстердам
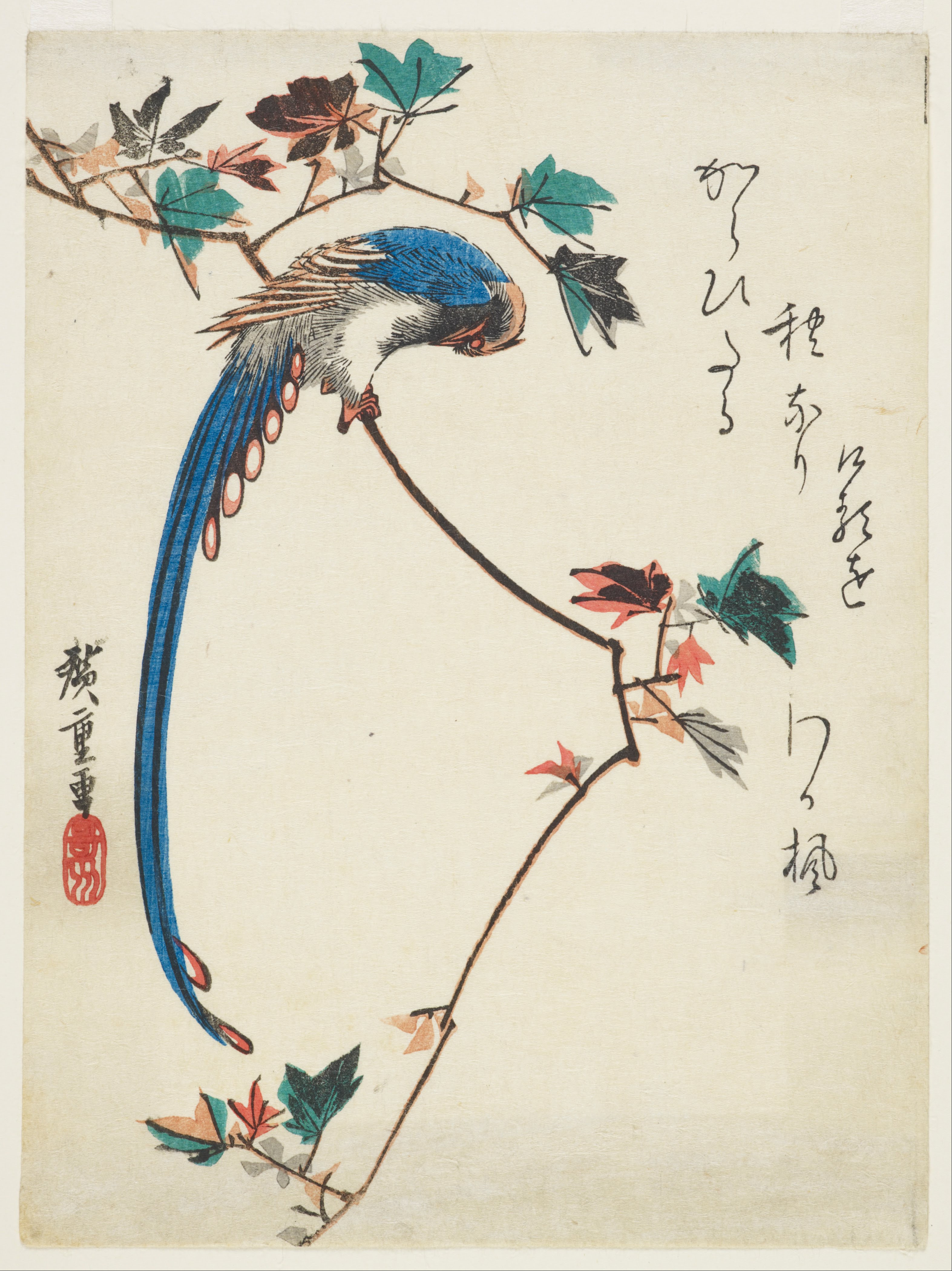
Утаґава Хіросіґе. «Блакитна сорока на гілці японського клена», Художній музей Фрір
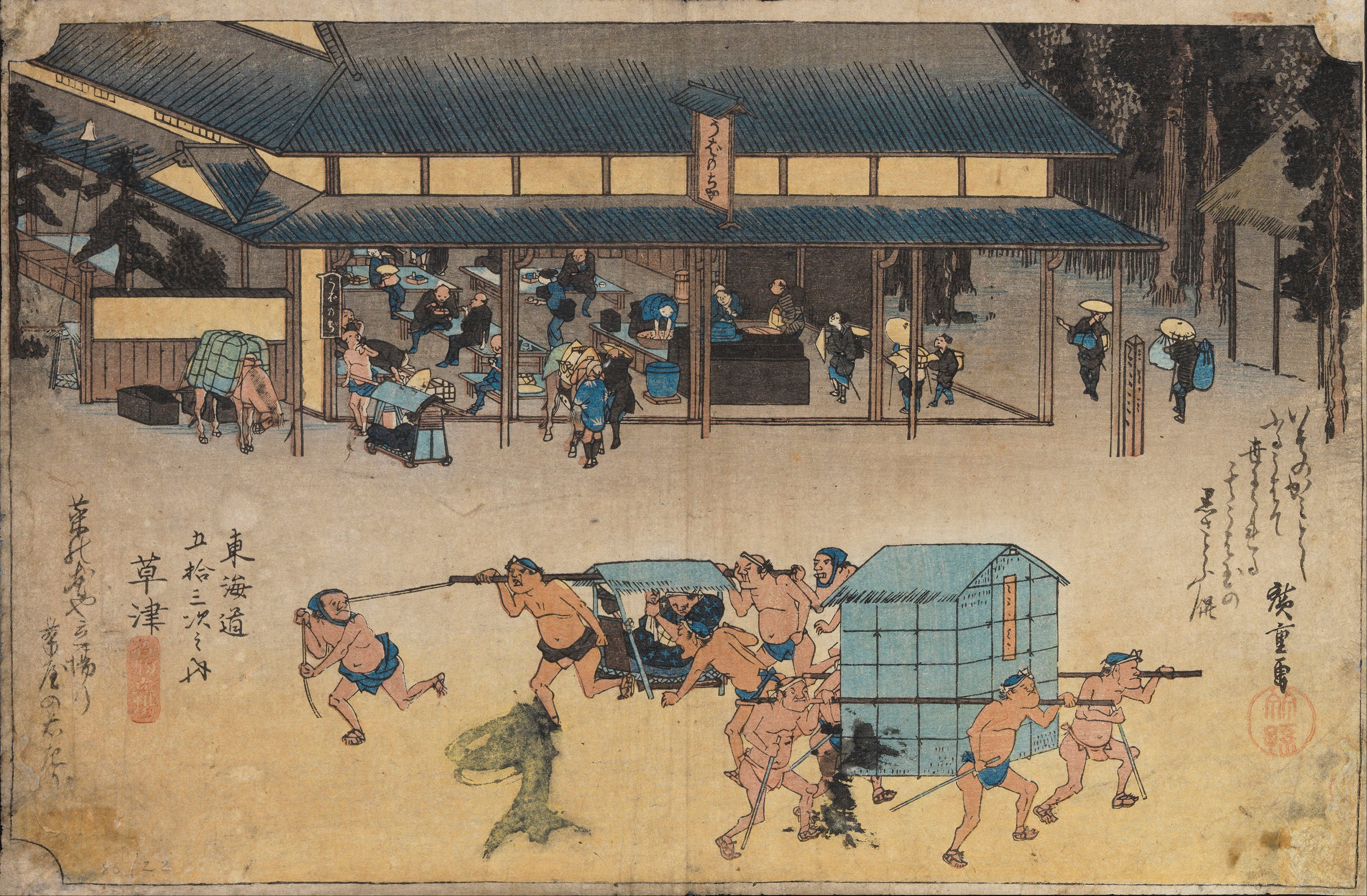
Утаґава Хіросіґе. «В місті Кусацу», 1831 р., Музей красних мистецтв Більбао, Іспанія
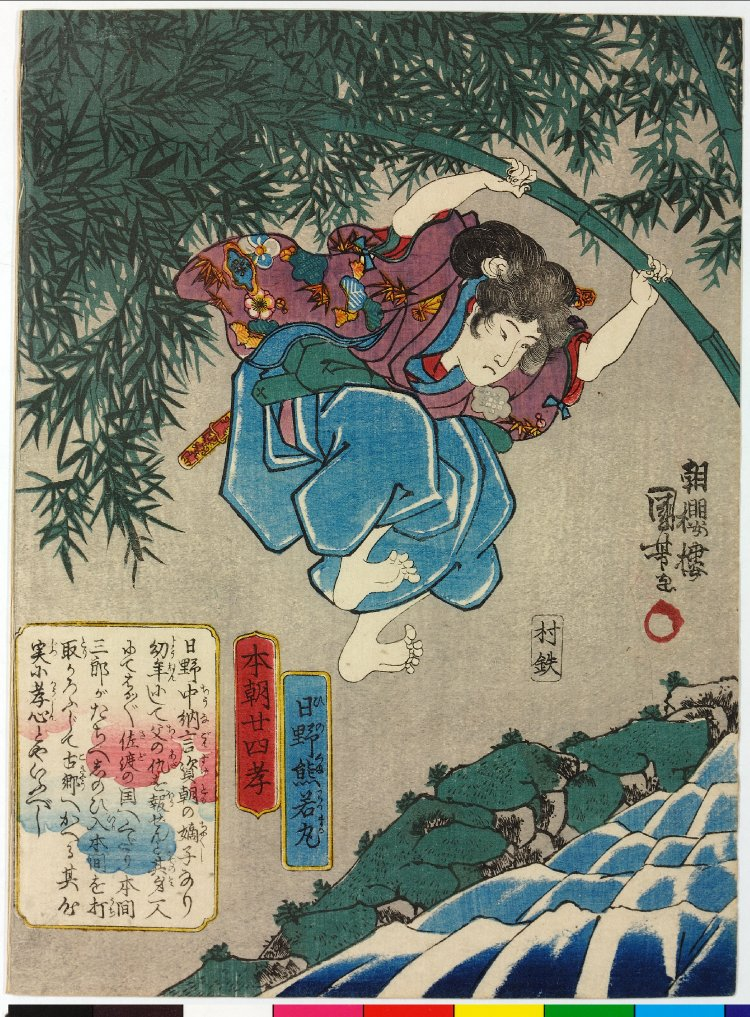
Кунійосі Утагава. «Ніндзя Кумавакамару тікає від переслідувачів», серія «24 зразкові сини»
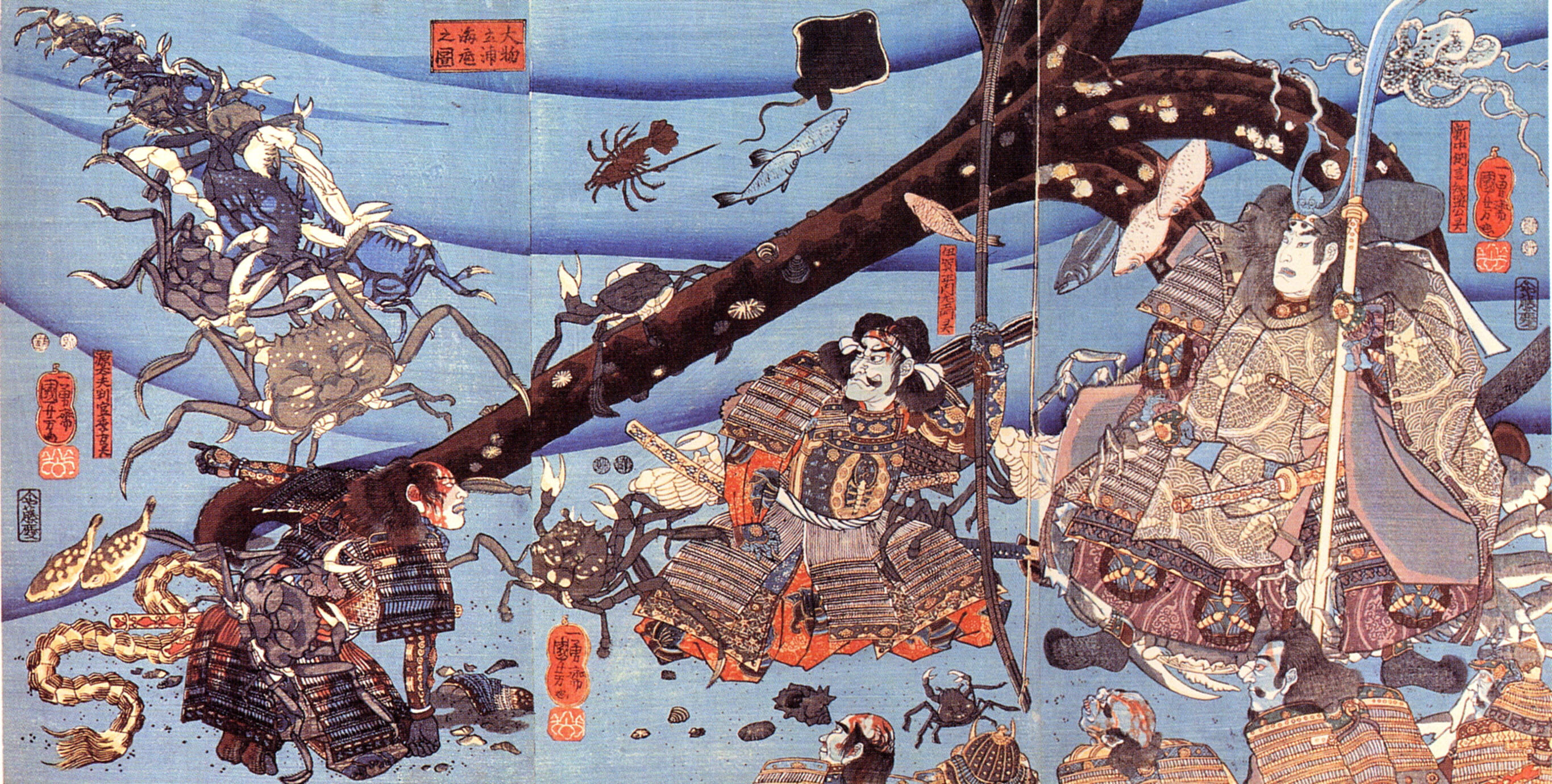
Кунійосі Утагава. «Дух Тайра но Томоморі повертається в затоку Даймоцу»
Акіяма Буемон. «За димами не видно повного Місяця (Чергова пожежа в Едо)» 1886
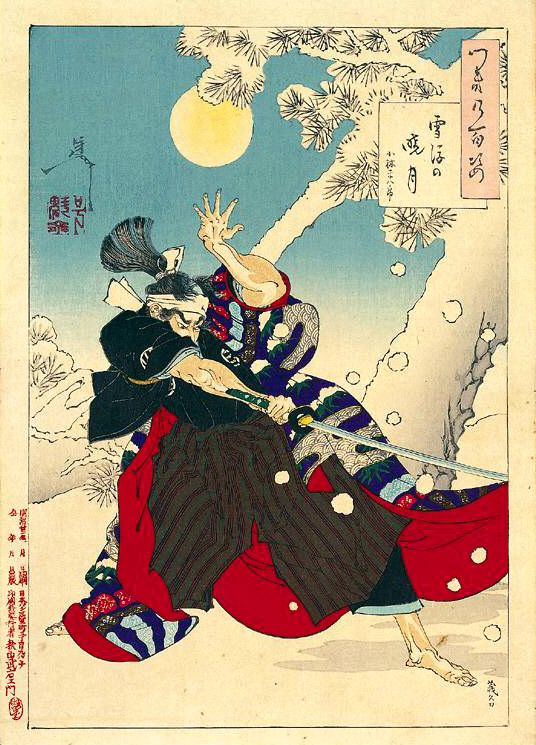
Худ. Цукіока Йосітосі
Шибата Чешин. «Альбом з акторами та квіти гарбуза», 1849

## Натюрморти в укійо-е

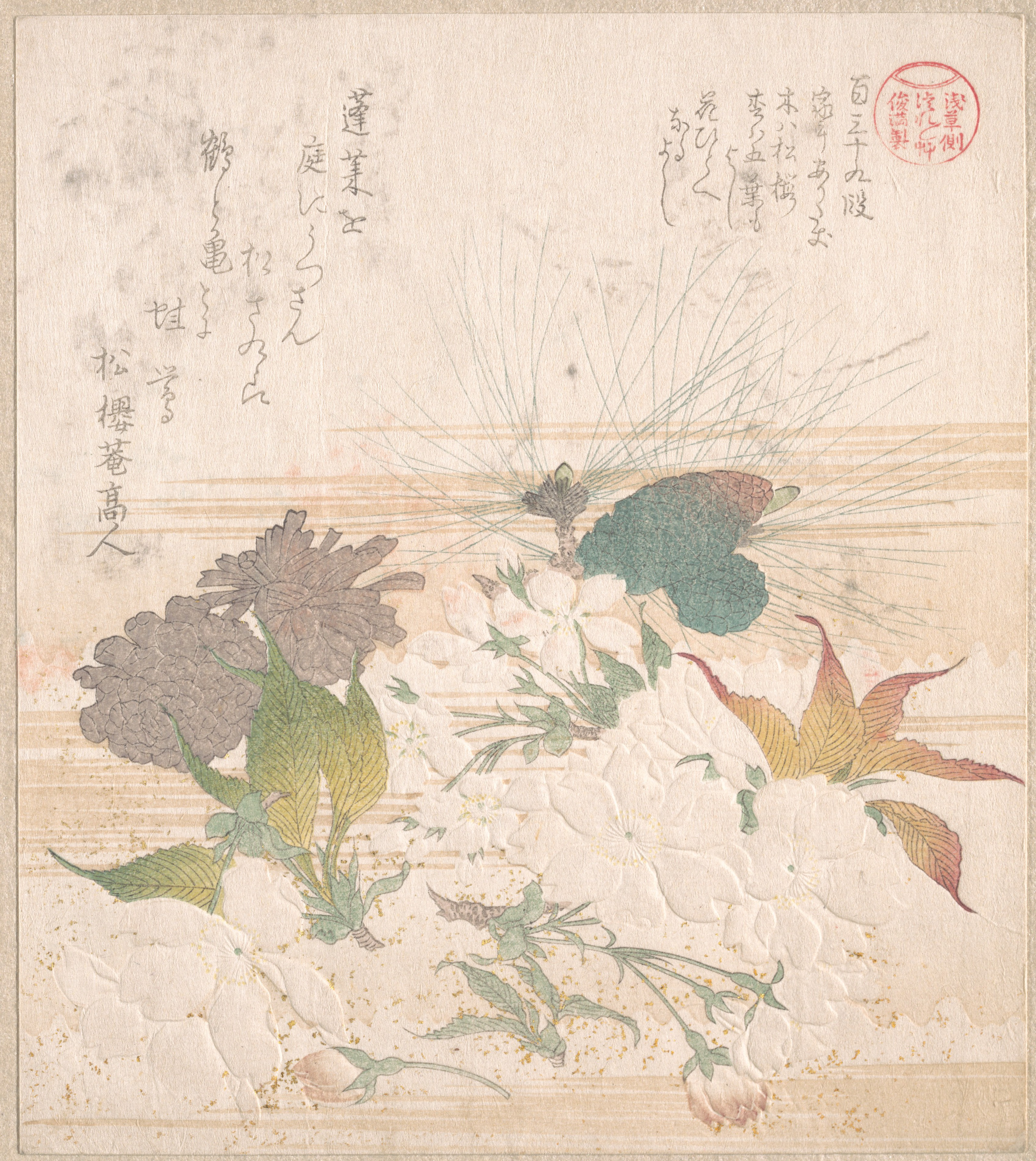
Кубо Шунман, сурімоно «Розквітла сакура та гілка сосни»
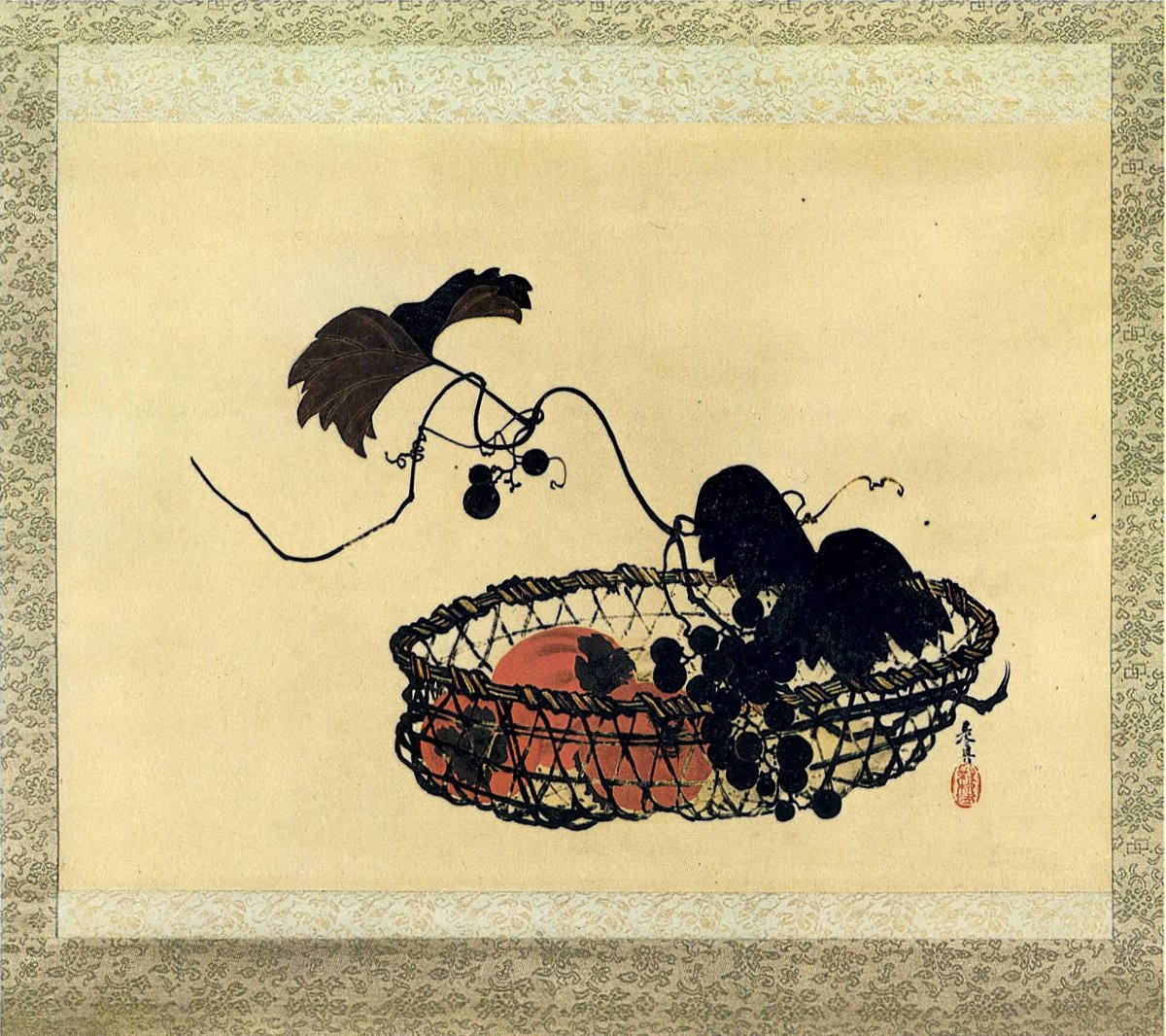
Шибата Чешин. «Хурма і виноград в кошику», 1873
Кубо Шунман, сурімоно «Квіти», 1815
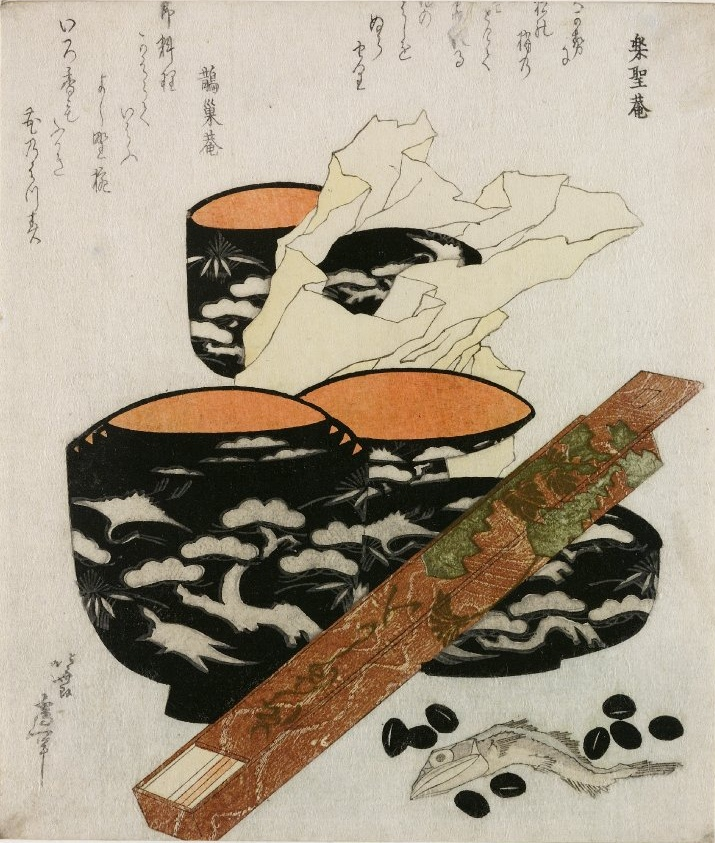
Кацусіка Хокусай, сурімоно з філіжанками, зернами, рибкою та двома віршами, 1820
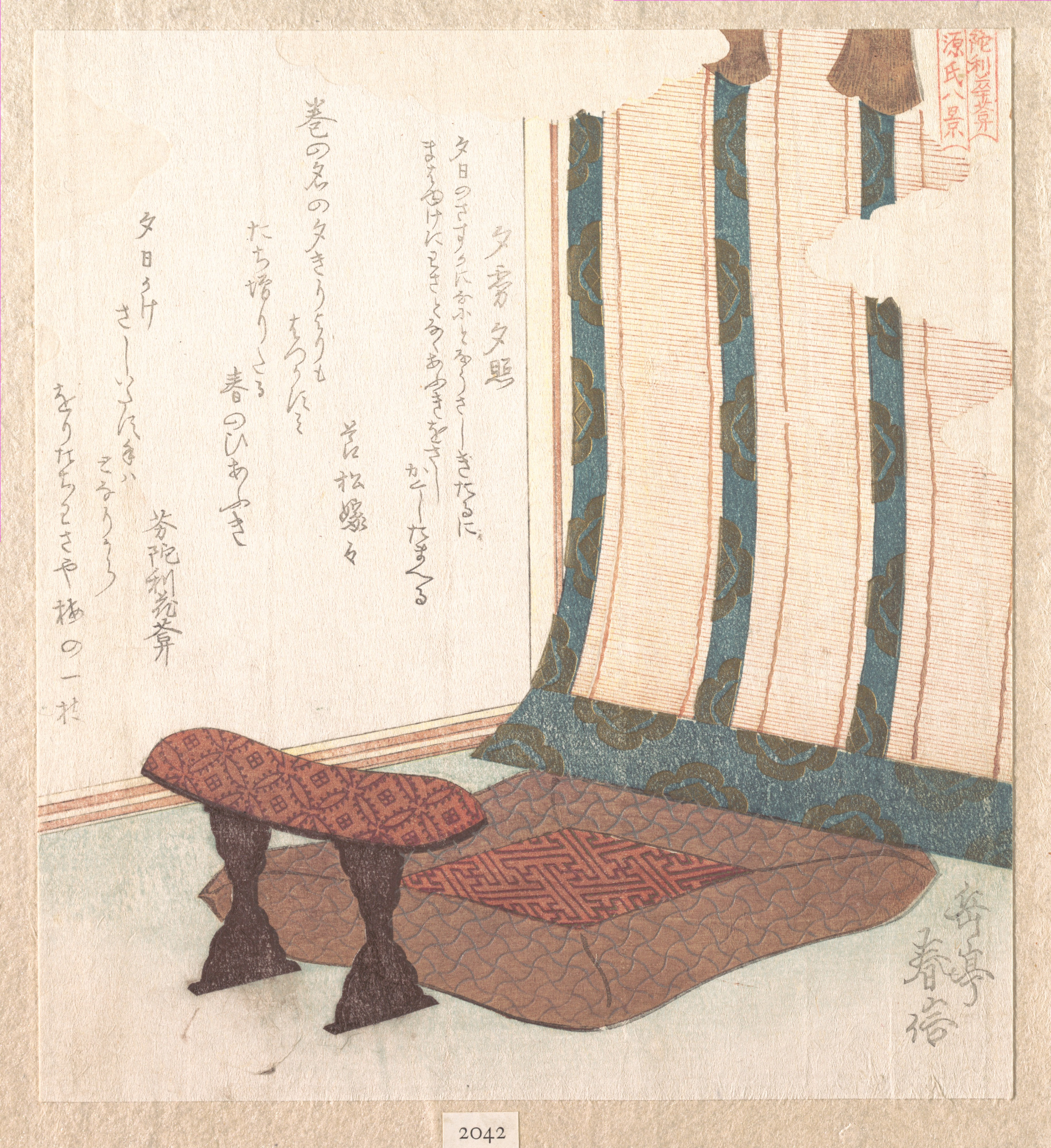
Яшима Гакутей. «Куток японської домівки»
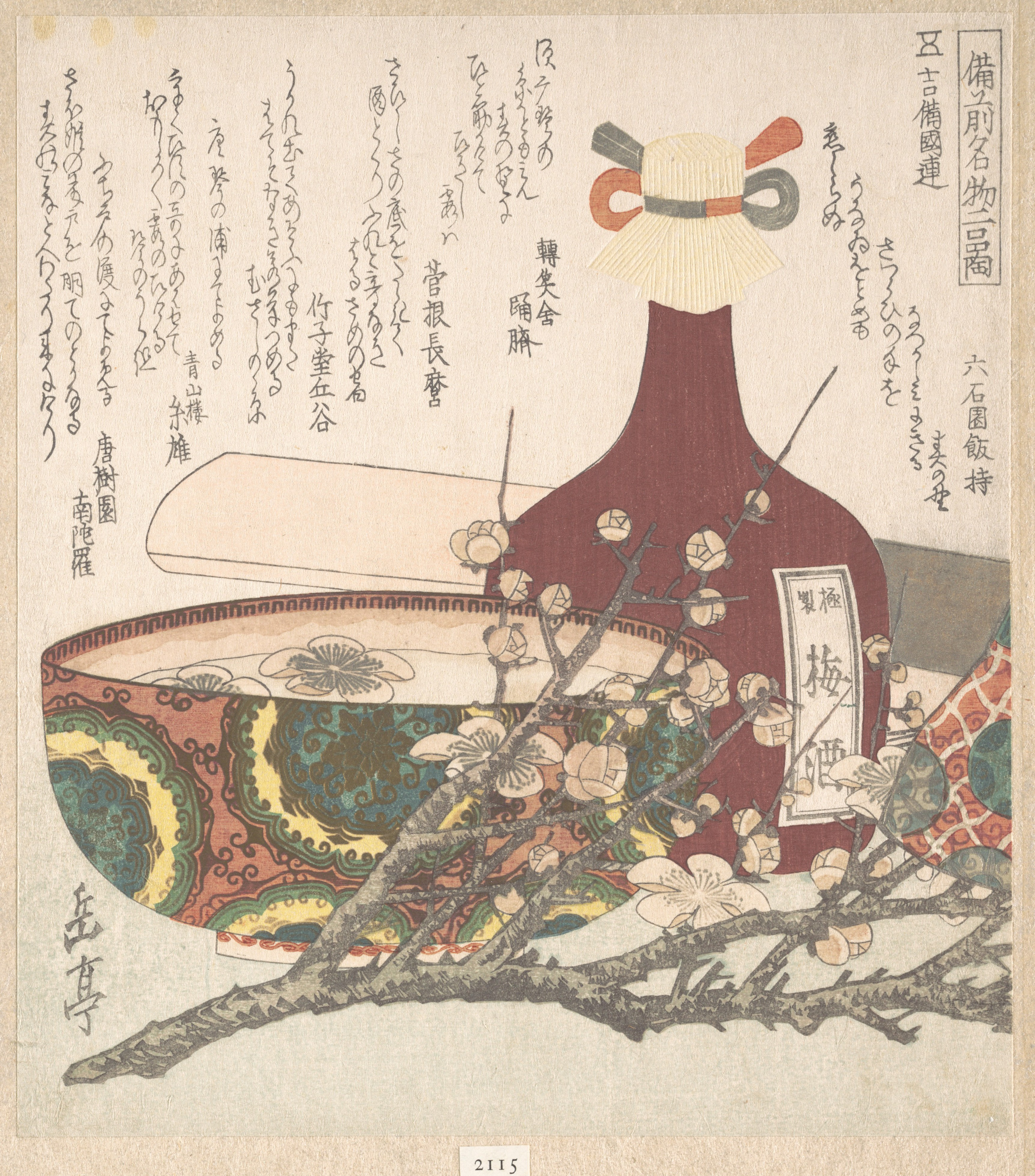
Яшима Гакутей. «Натюрморт з пляшкою та гілкою сакури». Музей мистецтва Метрополітен

## Укійо-е і модернізація Японії на західноєвропейський лад

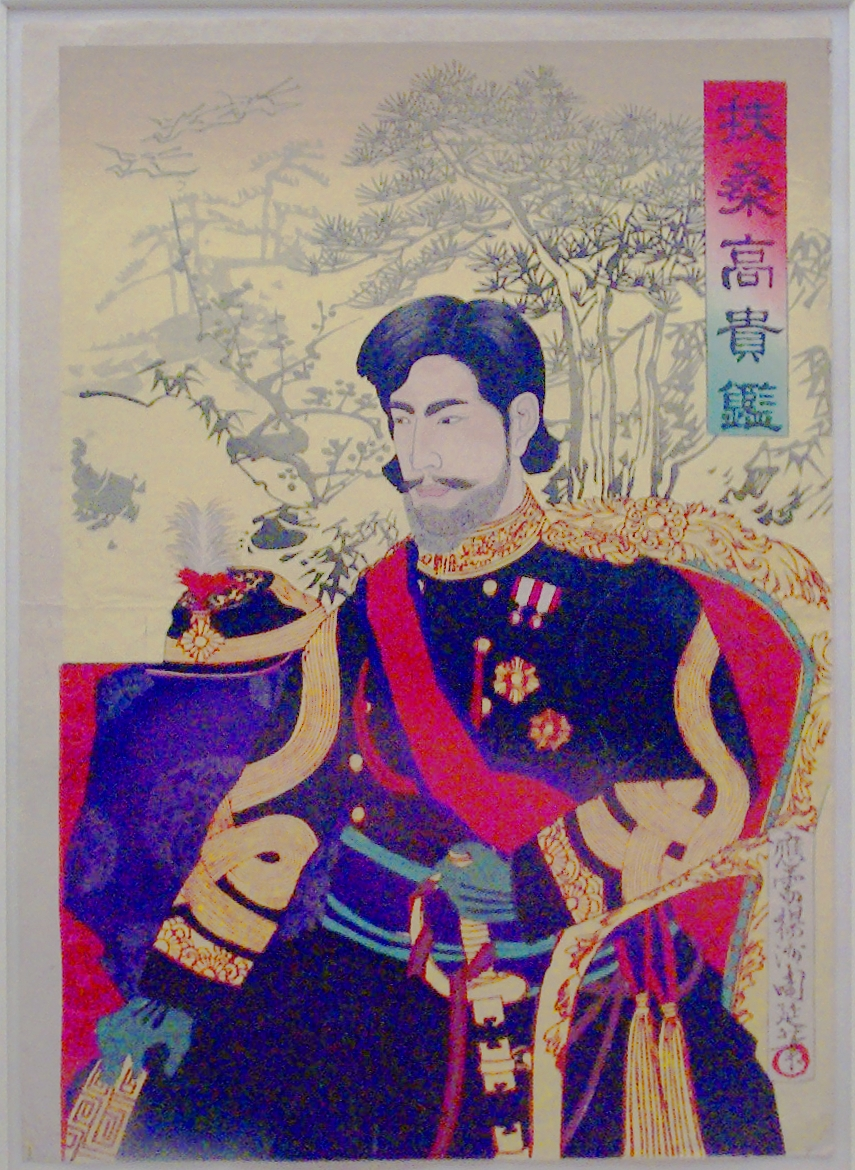
Тоехару Тіканобу (1838—1912). «Імператор Мейдзі», дерево, 1887, Британський музей
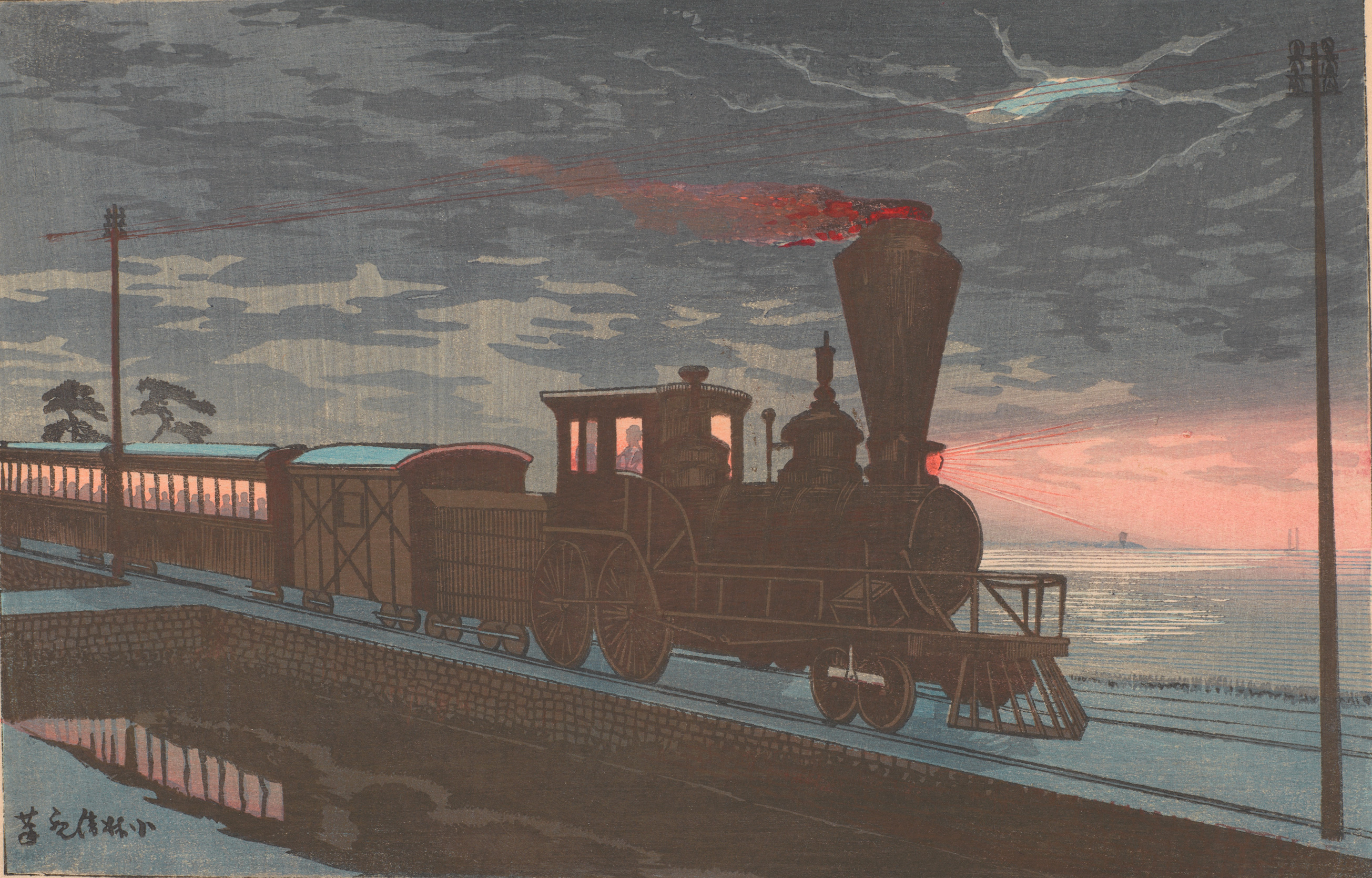
Кобаясі Кійотіка. «Краєвид Таканава з потягом при місячному освітленні», 1879
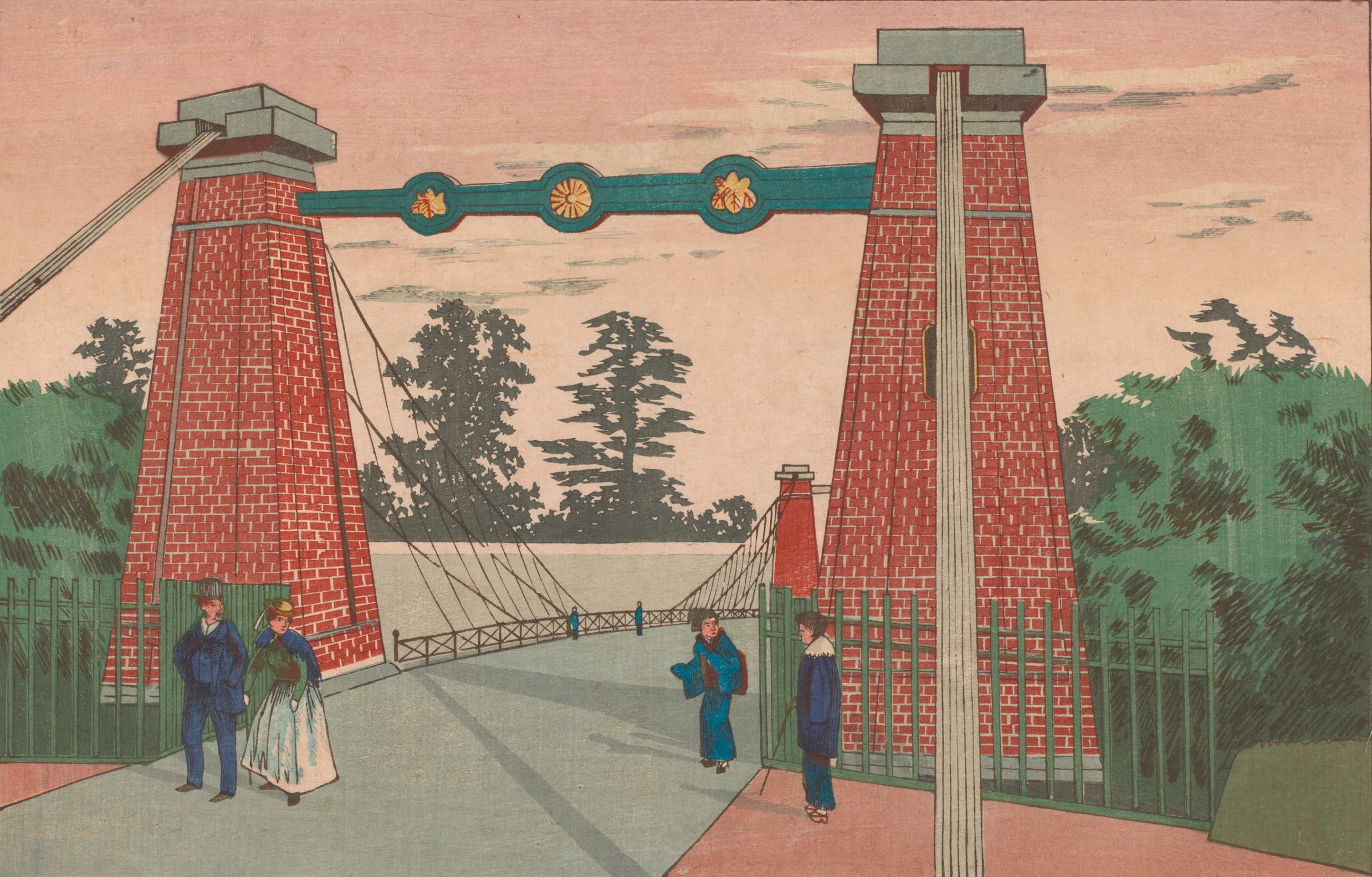
Кобаясі Кійотіка. «Півдвісний міст нового для Японії типу біля замку Граунд», бл. 1879
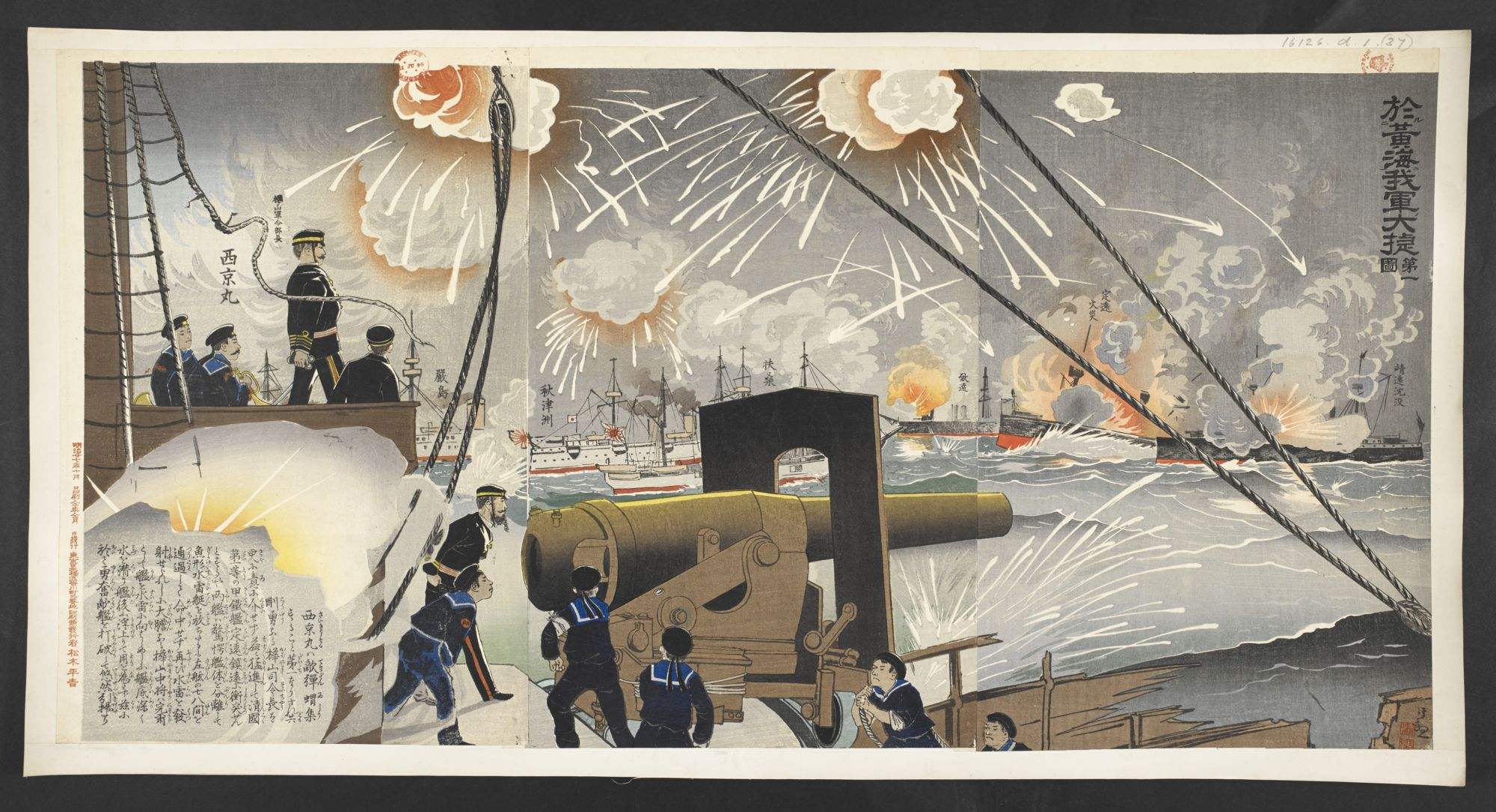
Кобаясі Кійотіка. «Баталія на річці Ялу», 1894
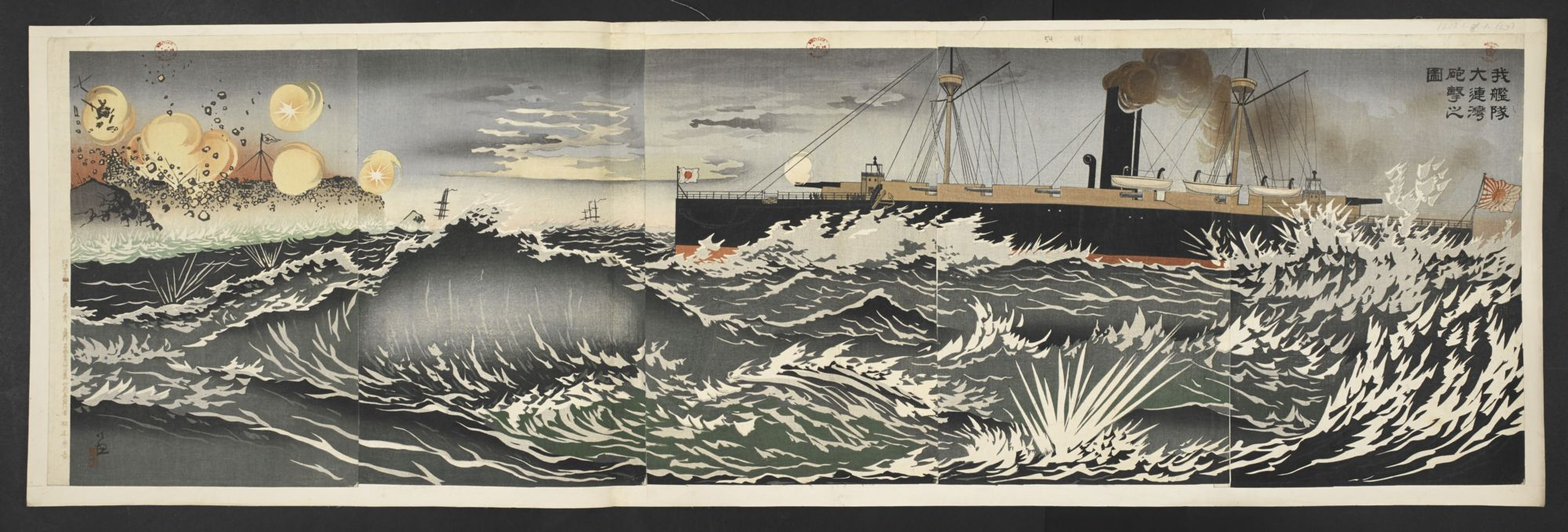
Кобаясі Кійотіка. «Обстріл японським флотом затоки Далянь», 1894

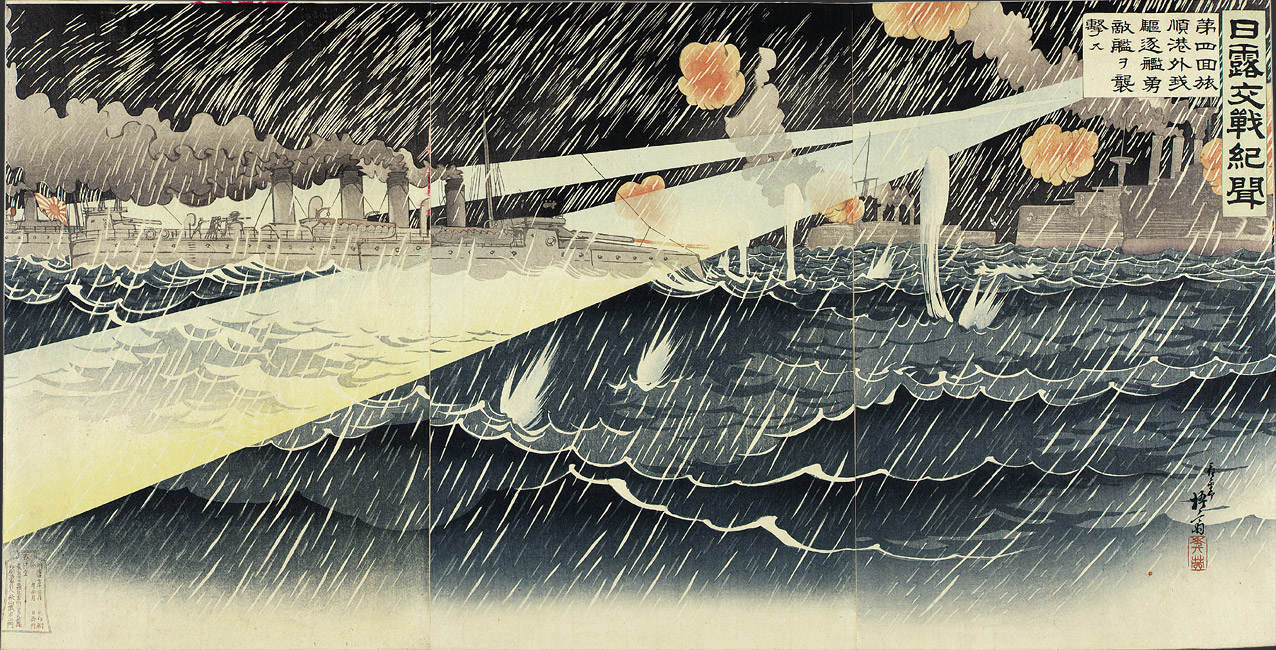
Тосігіде Мігіта. «Японські есмінці атакують човни росіян у Порт-Артурі». Березень 1904

## Ставлення до «укійо-е» в Японії та в Європі XIX і в XX ст.

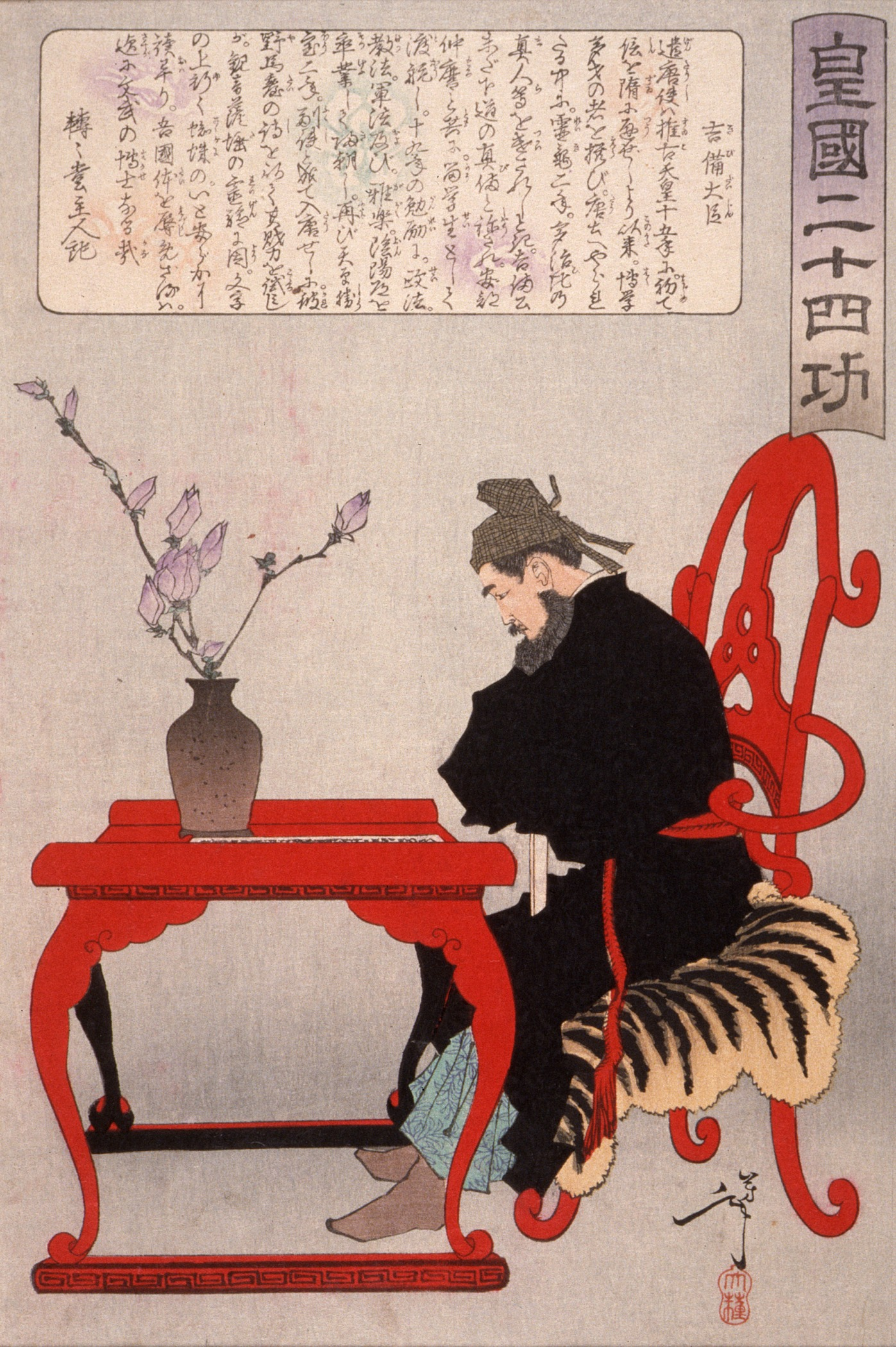
Цукіока Йосітосі. Гравюра із серії «24 досягнення в імператорській Японії», 1881 р., Лос-Анжелес

В Японії XIX ст. було досить споживацьке, необережне ставлення до гравюр «укійо-е». Ставлення до них нагадує споживацьке ставлення до журнальних ілюстрацій чи фоторепортажів у газетах XX ст.
Пильну увагу на незвичні сюжети і неєвропейські технології виготовлення гравюр звернули іноземці в роки революції Мейдзі. Освічені іноземці, котрі почали відвідувати Японію після відкриття її кордонів, почали скуповувати японські твори мистецтва (порцеляну, японські ширми, вироби з лаку, традиційний живопис, нецке), а також цілі колекції японської графіки, не потрібні тоді мешканцям Японії. Створенням значних мистецьких колекцій наприкінці XIX ст. уславились француз Еміль Ґіме (фр. Émile Guimet) (1836—1918), американець Ернест Феноллоза, російський військовий капітан і аматор-художник Сергій Миколайович Китаєв. Саме цим освіченим і авантюрним ентузіастам завдячують унікальними музейними збірками низка неяпонських міст Європи і Америки. Комплексна колекція Гіме перевезена в Париж, унікальні колекції Ернеста Феноллози стали фундаментом японського відділу Бостонського музею образотворчих мистецтв. Рання смерть капітана С. М. Китаєва обумовила передачу його збірок безкоштовно в Рум'янцевський музей, після розформування якого потрапила за часів СРСР у Державний музей образотворчих мистецтв імені О. С. Пушкіна в Москві. Повнота і комплексність цих колекцій дивує навіть японців.
Ван Гог був великим шанувальником гравюр укійо-е. Він зробив три картини за японськими гравюрами з власної колекції. Перша з цих копій зроблена у 1887 році з картини Сливовий парк в Камейдо Утаґави Хірошіґе.
В XX ст. отримала розвиток і музейна справа в Японії. Тільки тоді почався зворотний процес, коли японці почали викуповувати японські твори мистецтва, повертати їх на батьківщину, збирати і формувати власні колекції.

## Короткі відомості
Засновником укійо-е вважається японський живописець та графік Хісікава Моронобу.
У XVIII столітті Харунобу Судзукі впровадив техніку багатоколірного друку для виготовлення «парчових картинок» нісікі-е.
Гравюри укійо-е були доступні за ціною через можливості їх масового виробництва.
Вони призначалися в основному для міських жителів, які не могли дозволити собі витратити гроші на картини.
Для укійо-е характерні картини з буденного життя плебсу. Основним жанром був портрет: гейші, повії, борці сумо, актори театру кабукі тощо. Особливе місце займали порнографічні гравюри сюнґа. З 2-ї половини XVIII століття популярною стала пейзажна та епічна гравюра.

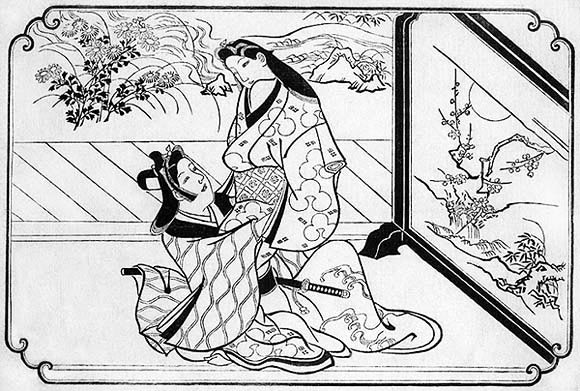
Хісікава Моронобу. «Залицяння»
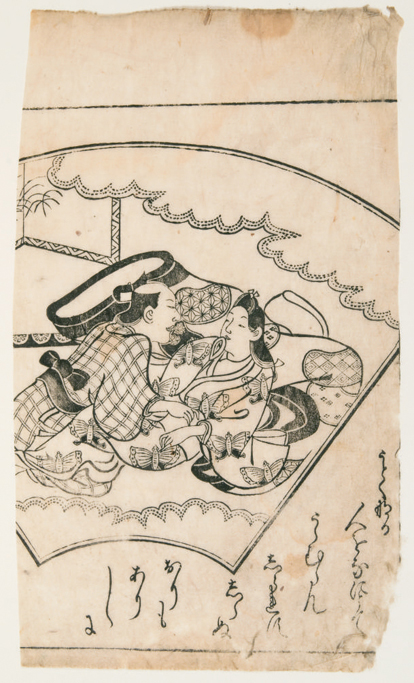
Хісікава Моронобу. «Пестощі»
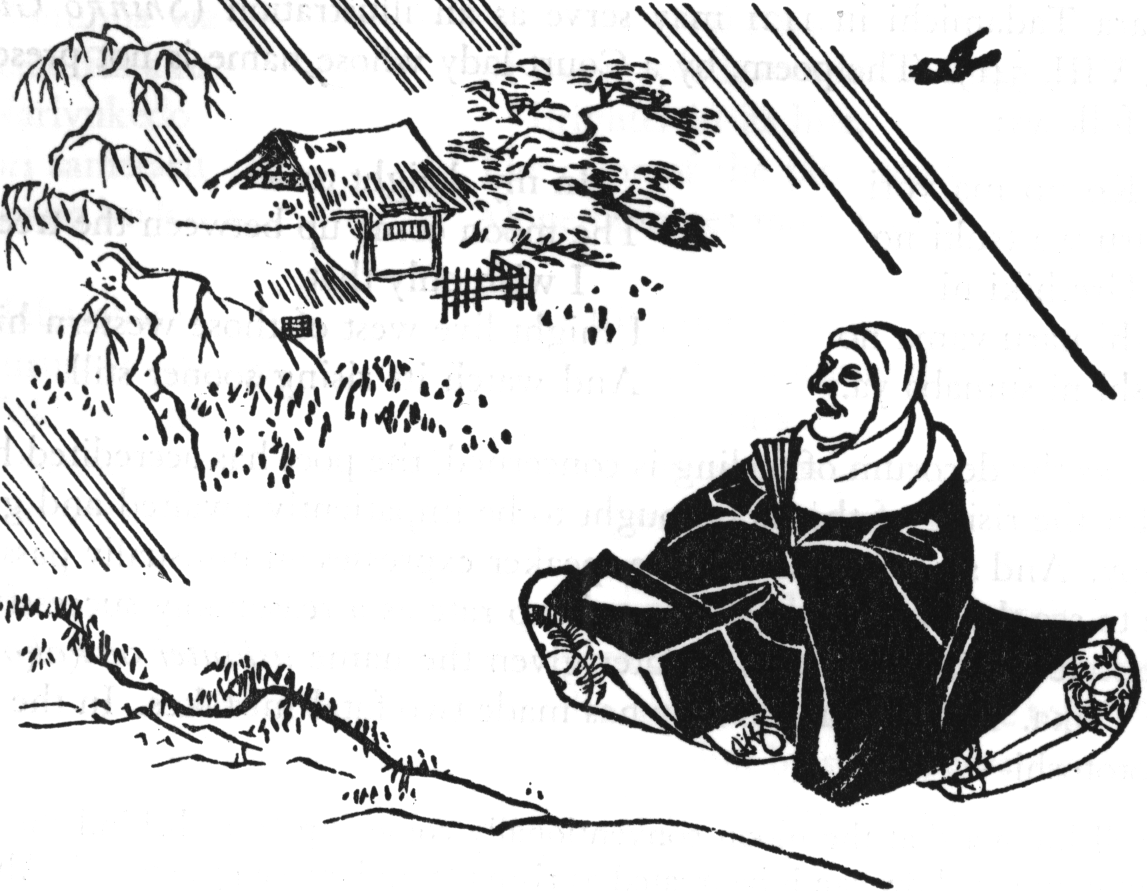
«Японський поет Фудзівара-но Тосинарі XII століття»
Окумура Тосінобу. «Актор кабукі Ямасіта Кінсаку в ролі жінки», після 1739
Іпіцусай Бунтьо (1725—1794). «Актор Ітікава Яозо II в ролі Гой Но Се Мунесада з оленем», 1771
«Актори Іцикава Дандзюро I та Яманака Гейкуро I на сцені», 1704

## Галерея

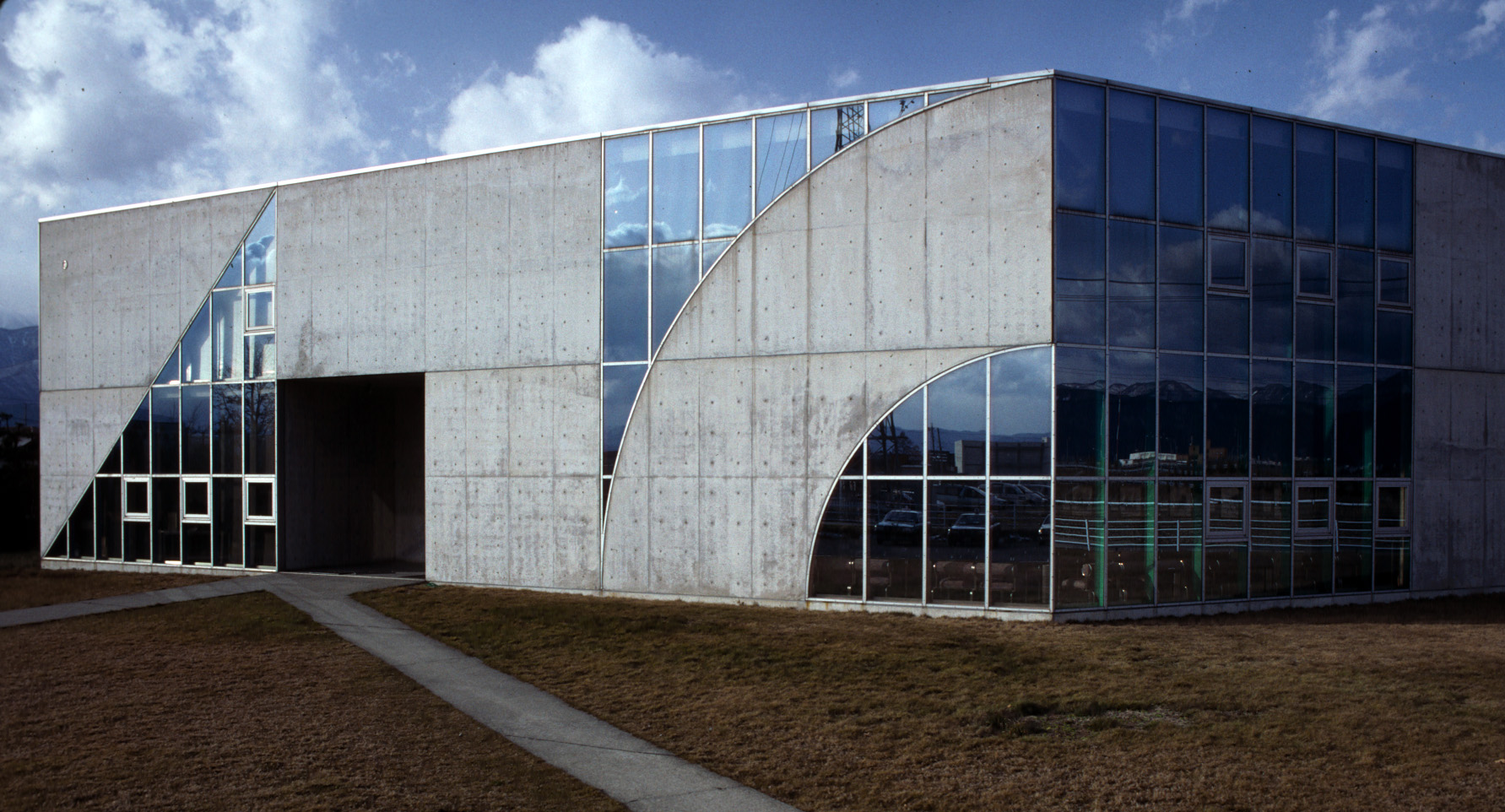
Місто Мацумото, префектура Нагано. Музей укйо-е. Фото 2005 р.

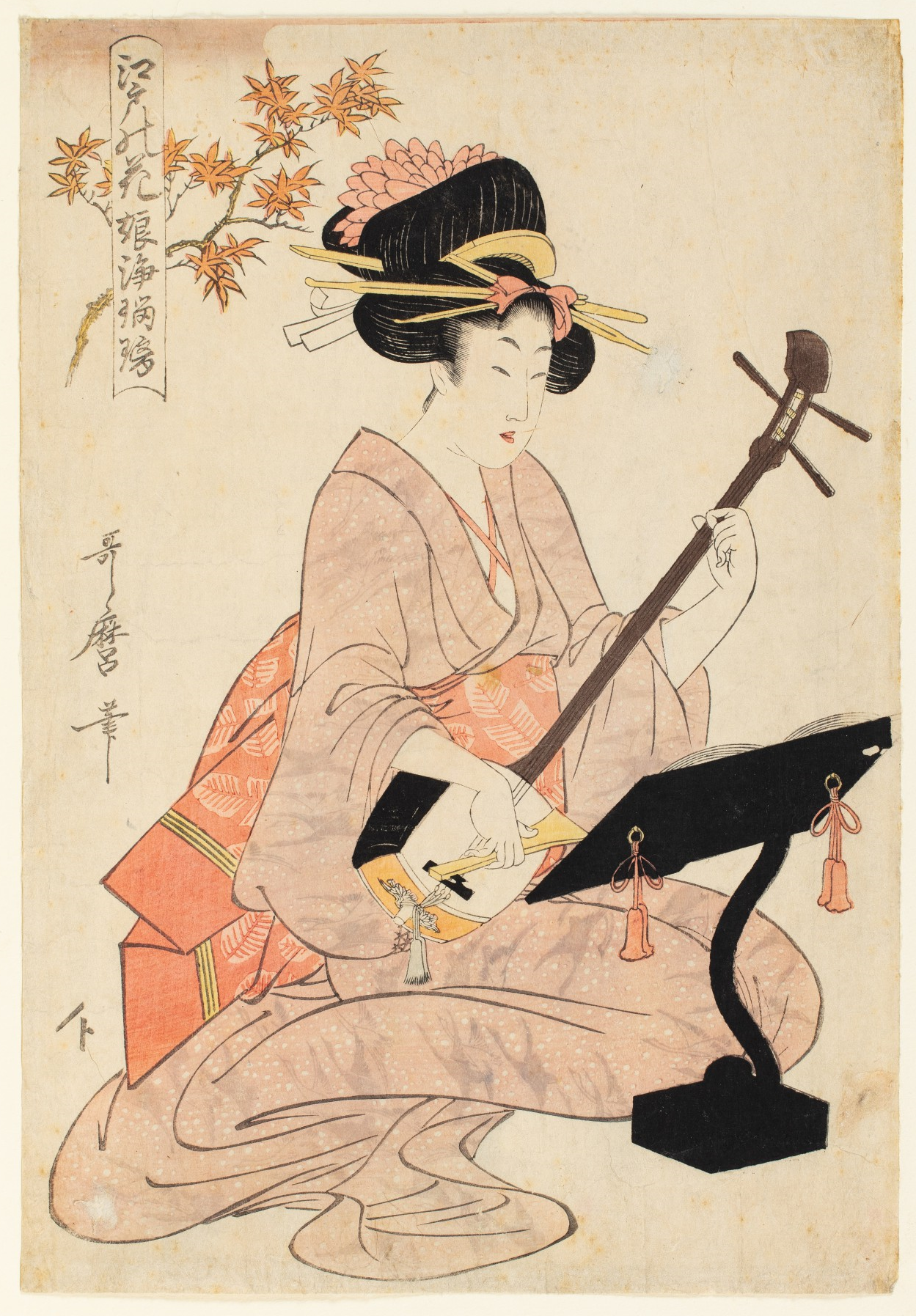
«Дівчина» (Збірка «Квіти Едо», Кітаґава Утамаро)
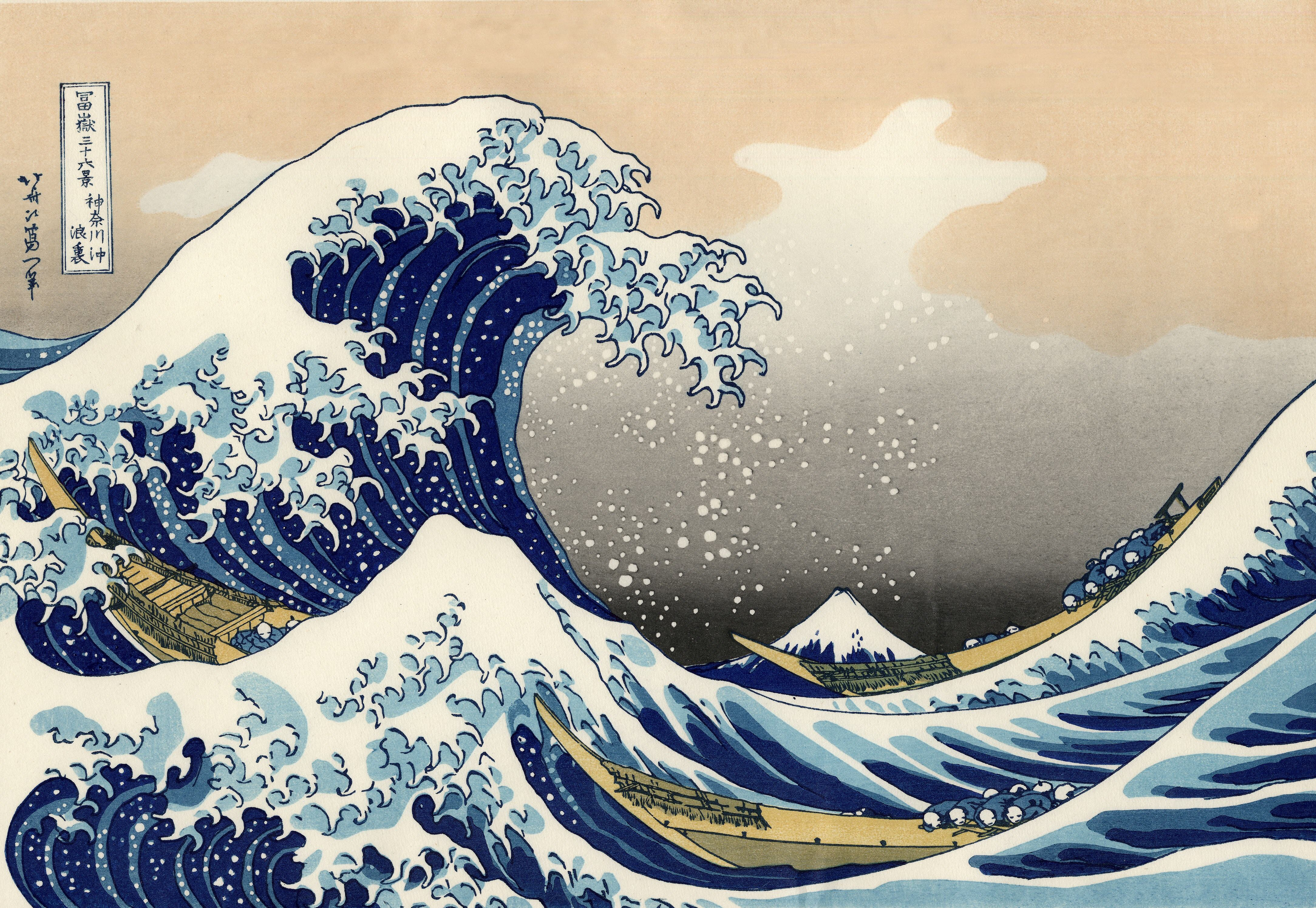
Велика хвиля в Канаґава (Кацусіка Хокусай, 1830)
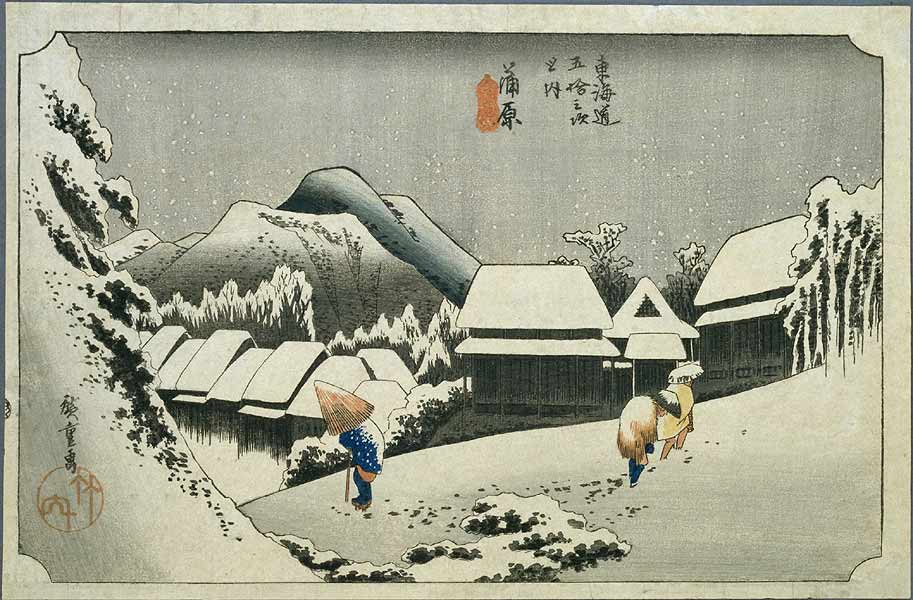
«Канбара» («53 станції Східноморського шляху», Утаґава Хіросіґе, 1859)
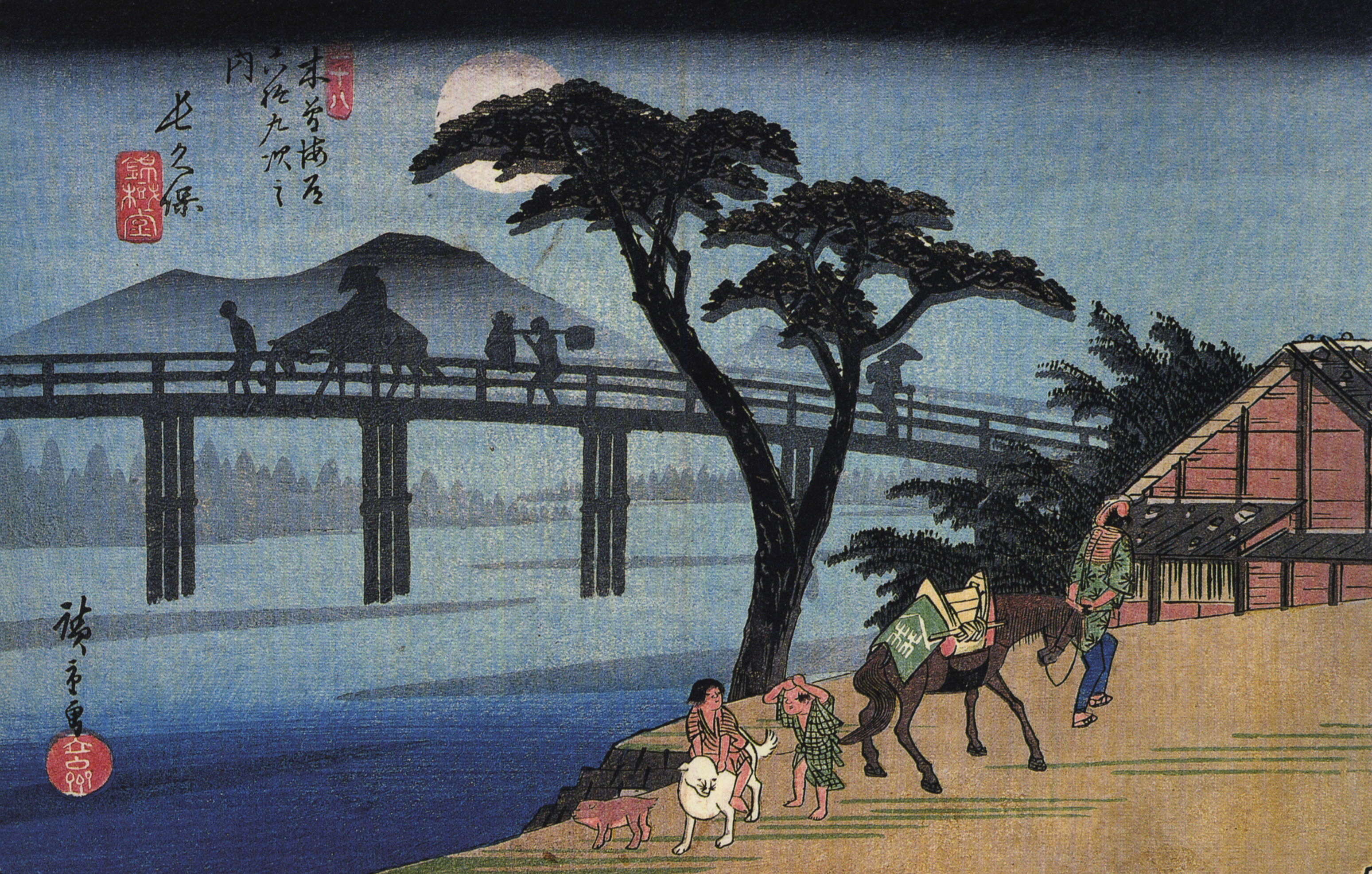
«Вершник переходить міст» (Утаґава Хіросіґе)